# 旅順攻囲戦

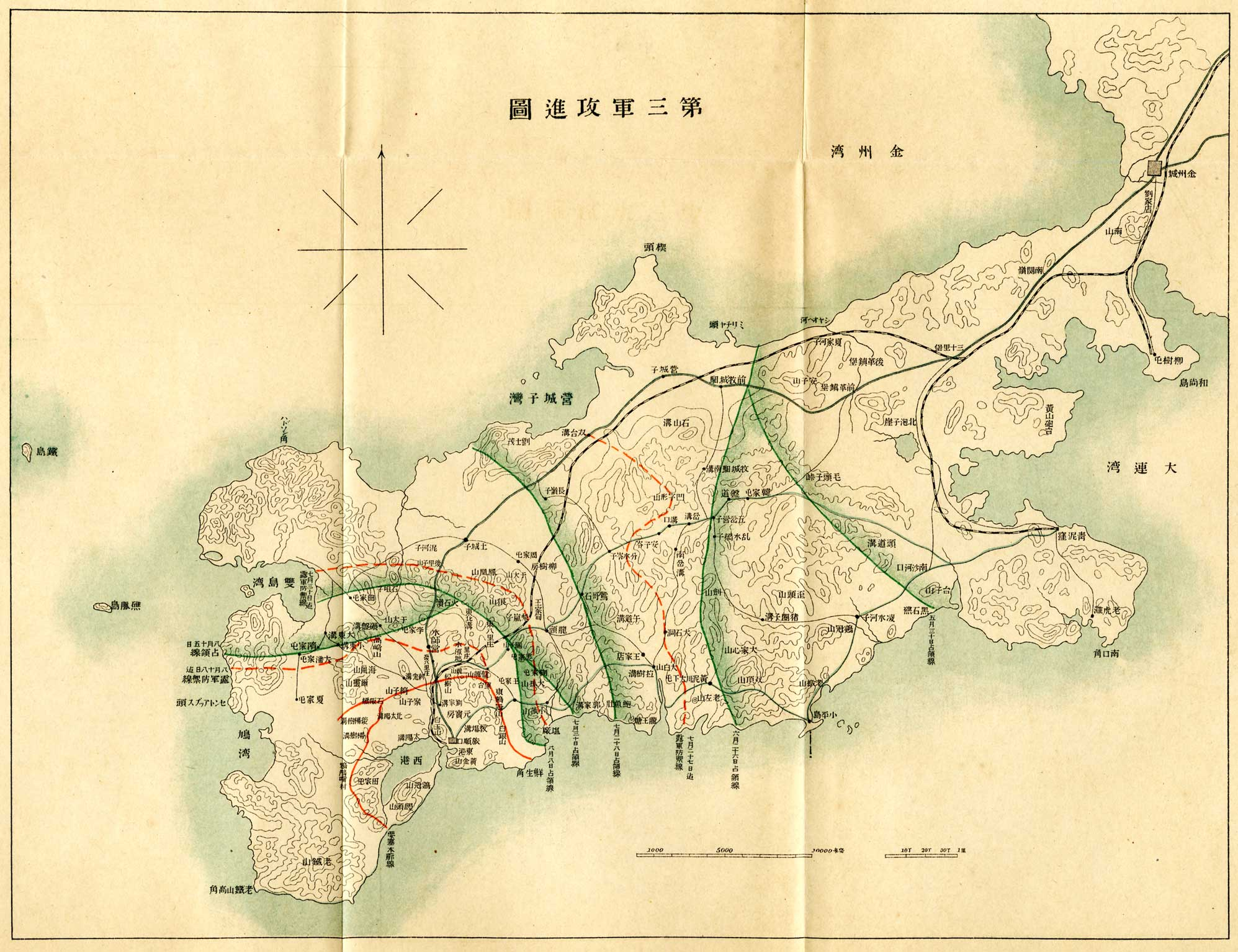
第3軍の旅順への前進

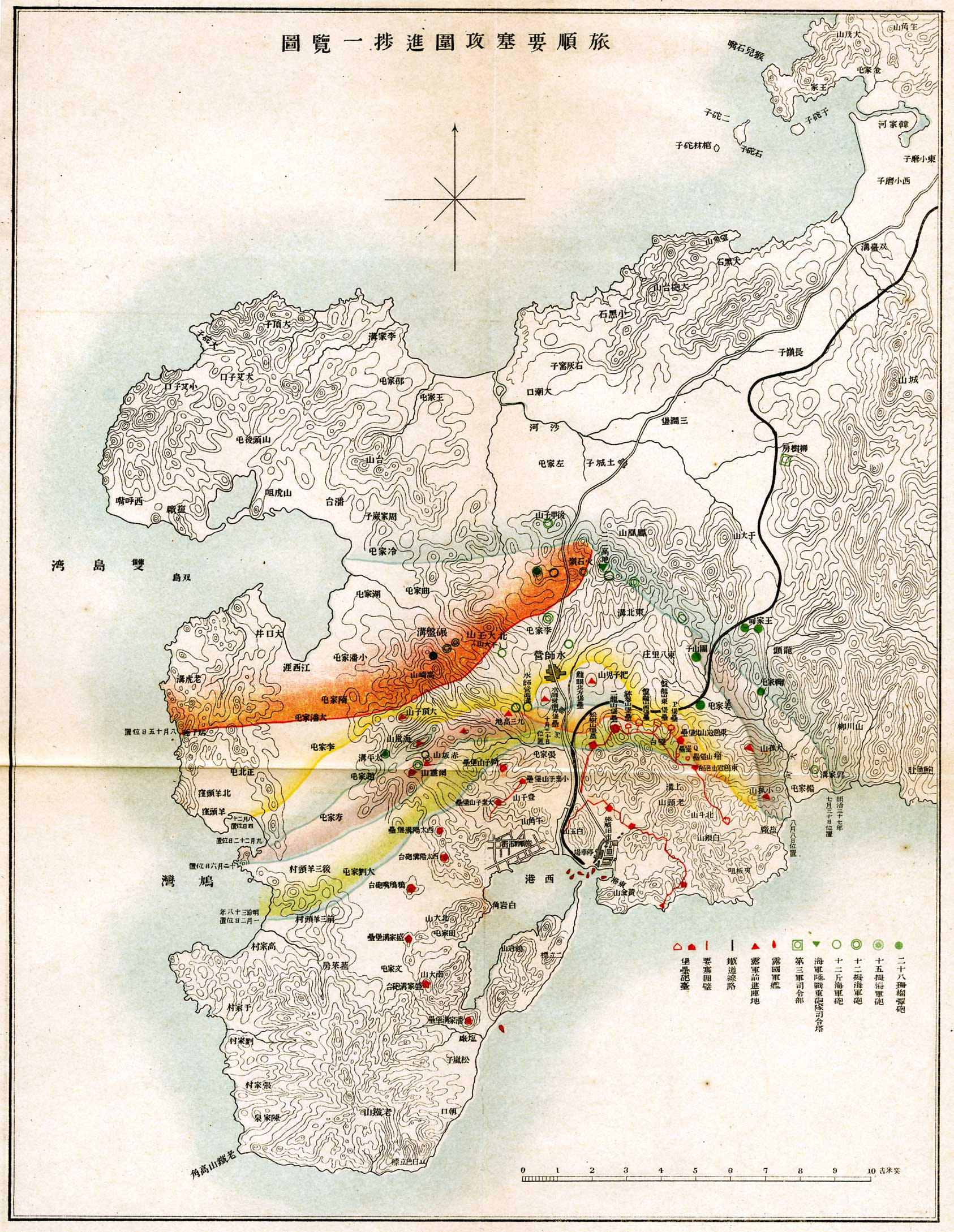
第3軍による旅順包囲

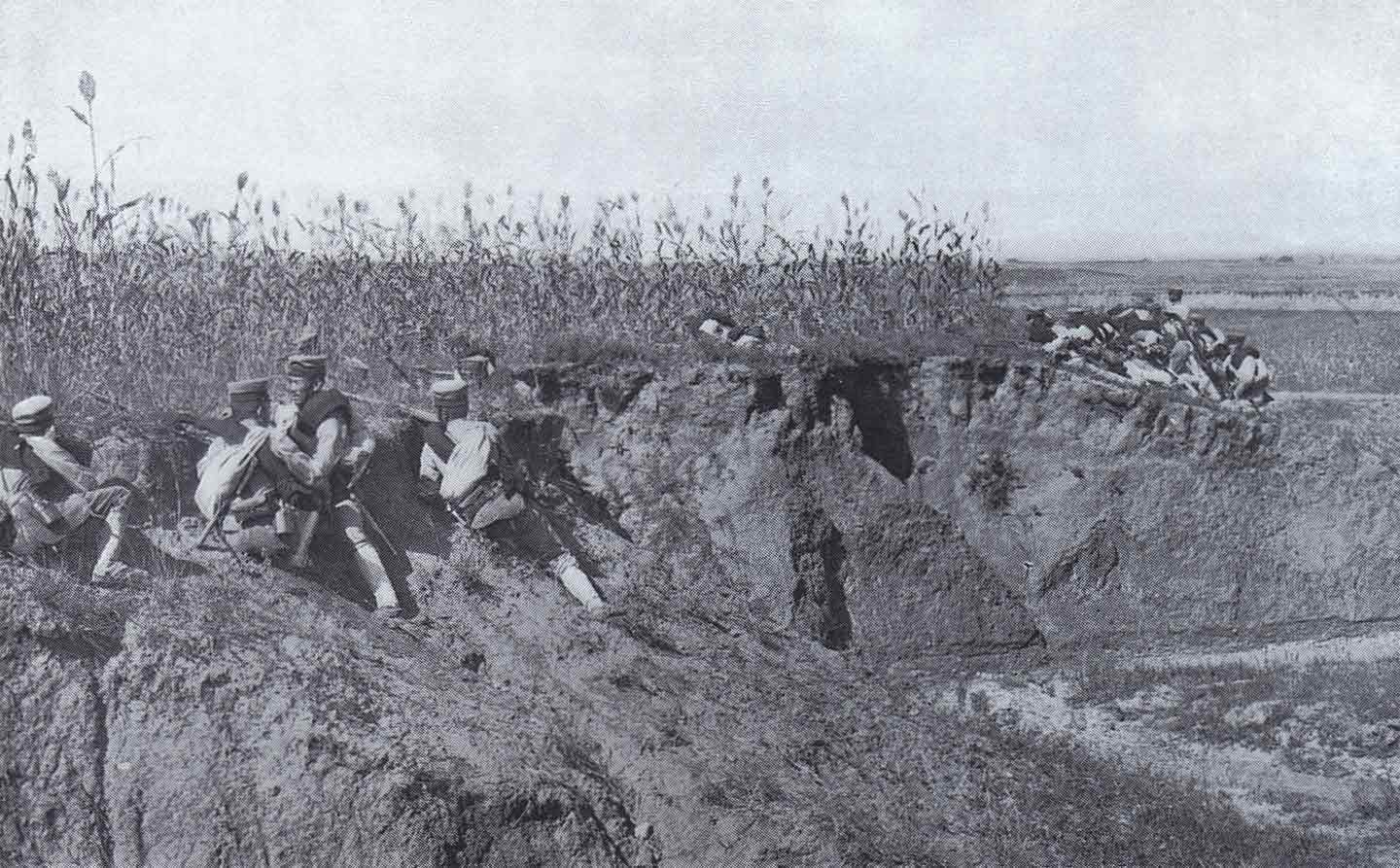
攻撃準備中の日本軍

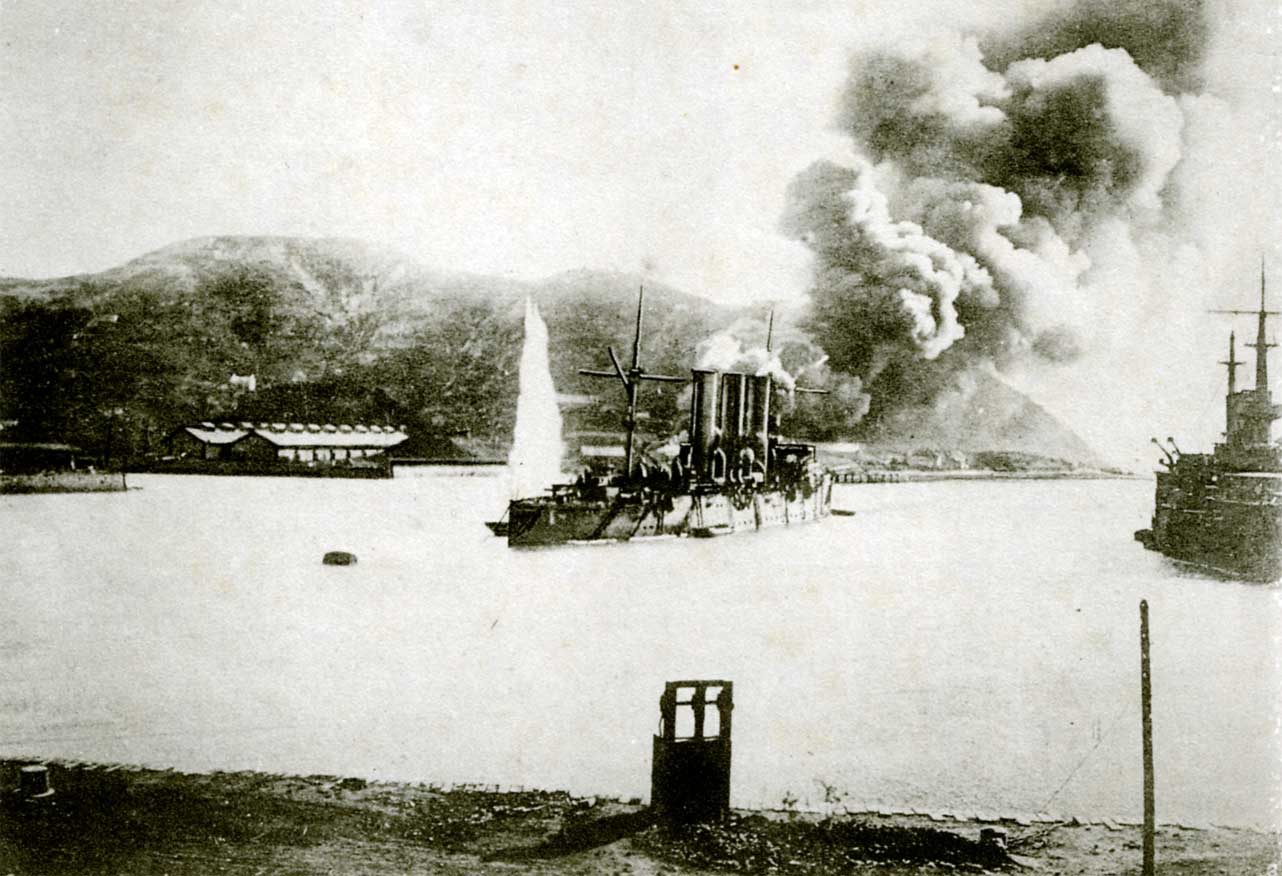
砲撃によって生じた黄金山麓石油庫の火災

旅順攻囲戦（りょじゅんこういせん、リュイシュンこういせん、英語: siege of Port Arthur, ロシア語: оборона Порт-Артура, 1904年（明治37年）8月19日 - 1905年（明治38年）1月1日）とは、日露戦争において、ロシア帝国の旅順要塞を、日本軍が攻略し陥落させた戦いである。

## 背景
ロシアは、1896年の露清密約の後、1898年に遼東半島を租借し、旅順口を太平洋艦隊（後の第一太平洋艦隊）の主力艦隊（旅順艦隊）の根拠地とし、港湾を囲む山々に本格的な永久要塞を建設していた（旅順要塞）。
日本は、予期される日露戦争に勝利するためには、日本本土と朝鮮半島および満洲との間の補給路の安全確保が必要であり、朝鮮半島周辺海域の制海権を押さえるために旅順艦隊の完全無力化が不可欠と見なしていた。また旅順要塞に立て籠もったロシア陸軍勢力（2個師団）は、満洲南部で予想される決戦に挑む日本軍（満洲軍）の背後（および補給にとって重要な大連港）に対する脅威であり、封じ込めもしくは無力化が必要だった。このため戦前より陸海軍双方で旅順への対応策が検討された。旅順艦隊を完全に無力化する方法としては、大別して、旅順要塞の陥落、大口径艦砲（戦艦の主砲）による撃沈、旅順港永久封鎖が考えられた。
海軍側は独力で旅順艦隊を無力化する方針を取り、第一段階：港外奇襲、第二段階：港口封鎖（閉塞）、第三段階：港外の艦艇からの間接射撃によって港内の艦艇を徐々に損傷させるという作戦計画を立てたがいずれも難度が高かった。1903年の夏には間接射撃のための試験射撃を行ったが、当時の艦艇からの間接射撃は世界でも成功例はほぼなかった。
陸軍側は参謀本部が満洲攻勢作戦の研究を1902年より始め、その中で、旅順攻城を佐藤鋼次郎少佐が担当した。1903年11月頃の参謀本部内の意見は、兵力の大部分を遼陽方面へ北進させ予想される大決戦に集中させ、旅順は一部の兵力による封鎖監視に留めるべきとの考えが大勢だったが、佐藤少佐が攻略の必要性を主張し研究は続けられた。
1903年12月30日に陸海軍間で開戦に関する協議が行われた。「旅順港外に停泊している旅順艦隊に対する奇襲を優先すべき」との海軍側の主張と「臨時韓国派遣隊の派遣を優先すべき」との陸軍側の主張とが対立したが、陸軍が譲って海軍案に決着した。海軍は独力による旅順艦隊への対処を言明していたが、陸軍はその後も旅順攻城の研究を進め、1904年1月、陸軍参謀本部による計画案が成り、陸軍省に所要資材の照会がなされた。
1904年2月8日の開戦と共に海軍は港外奇襲と港口閉塞作戦を実行したが、不十分な結果で終わり、旅順艦隊の戦力は保全された。2月末頃からウラジオストク巡洋艦隊が活動を始めたが、第三艦隊を対馬防備に置いたまま、海軍主力による港口の閉塞を目的とした作戦は続けられた。
陸軍は3月に入っても、封鎖監視で十分であるとの考えがまだ残っていたが、最終的には、3月14日、2個師団をもって攻城を行う決定を下した。作戦目的は「地上より旅順要塞を攻略し、北上する日本軍主力の後方を安定化する」とした。
海軍は第二回閉塞作戦を3月27日に実行したが不成功だった。しかし4月に入っても海軍は独力による旅順艦隊の無力化に固執しており、4月6日の大山巌参謀総長、児玉源太郎次長と海軍軍令部次長伊集院五郎との合議議決文に「陸軍が要塞攻略をすることは海軍の要請にあらず」という1文がある。また海軍は12-13日に機雷を敷設した。4月終わり以降は第二艦隊を第三艦隊と入れ替え、旅順方面の海軍戦力は減少した。
ロシアは5月にバルト海に所在する艦船群（未完成艦含む・バルチック艦隊）の極東派遣を決定・発表した。もしもこれが未だ健在の旅順艦隊と合流すれば、日本海軍の倍近い戦力となり、朝鮮半島周辺域の制海権はロシア側に奪われ、満洲での戦争継続は絶望的になると考えられた。5月3日に第三回閉塞作戦が実施されたが、これも不成功に終わった。5月9日より、日本海軍は、旅順港口近くに戦艦を含む艦艇を遊弋させる直接封鎖策に転換したが、主力艦が貼り付かざるを得なくなり増派艦隊への対応が難しくなった。15日には当時日本海軍が保有する戦艦の6隻のうち2隻を触雷により失った。日本軍としては増派艦隊が極東に到着する前に旅順艦隊を撃滅する必要に迫られ、海軍はこの頃陸軍の旅順参戦の必要性を認めざるを得なくなった。
このような経緯に加え攻城の準備は複雑なため、第3軍の編成は遅れ、戦闘序列は5月29日に発令となった。軍司令部は東京で編成され、司令官には日清戦争で旅順攻略に参加した乃木希典大将が、参謀長には砲術の専門家である伊地知幸介少将が任命された。軍参謀らには、開戦後に海外赴任先から帰国してきた者が加わった。軍司令部は6月1日に本土を発ち、8日に大連に到着した。第3軍の主力としては、すでに金州城攻略戦を終えて主戦場と目される満洲南部へ北進する第2軍から2個師団（第1師団、第11師団）が抽出され当てられた。
6月20日に満洲軍（総司令部）が設置され、第3軍もその下に入った。第3軍の使命は、速やかに旅順要塞を陥落させ、兵力を保全したままその後に満州軍の第1・2軍へ合流することだった。
翌年1月1日に要塞陥落後は、実際に満洲軍への合流が速やかに進められ、同月26日に第三軍司令部は遼陽に到着した。第三軍は奉天会戦では左翼から進出しロシア軍を追い詰めた。

## 旅順要塞の構造

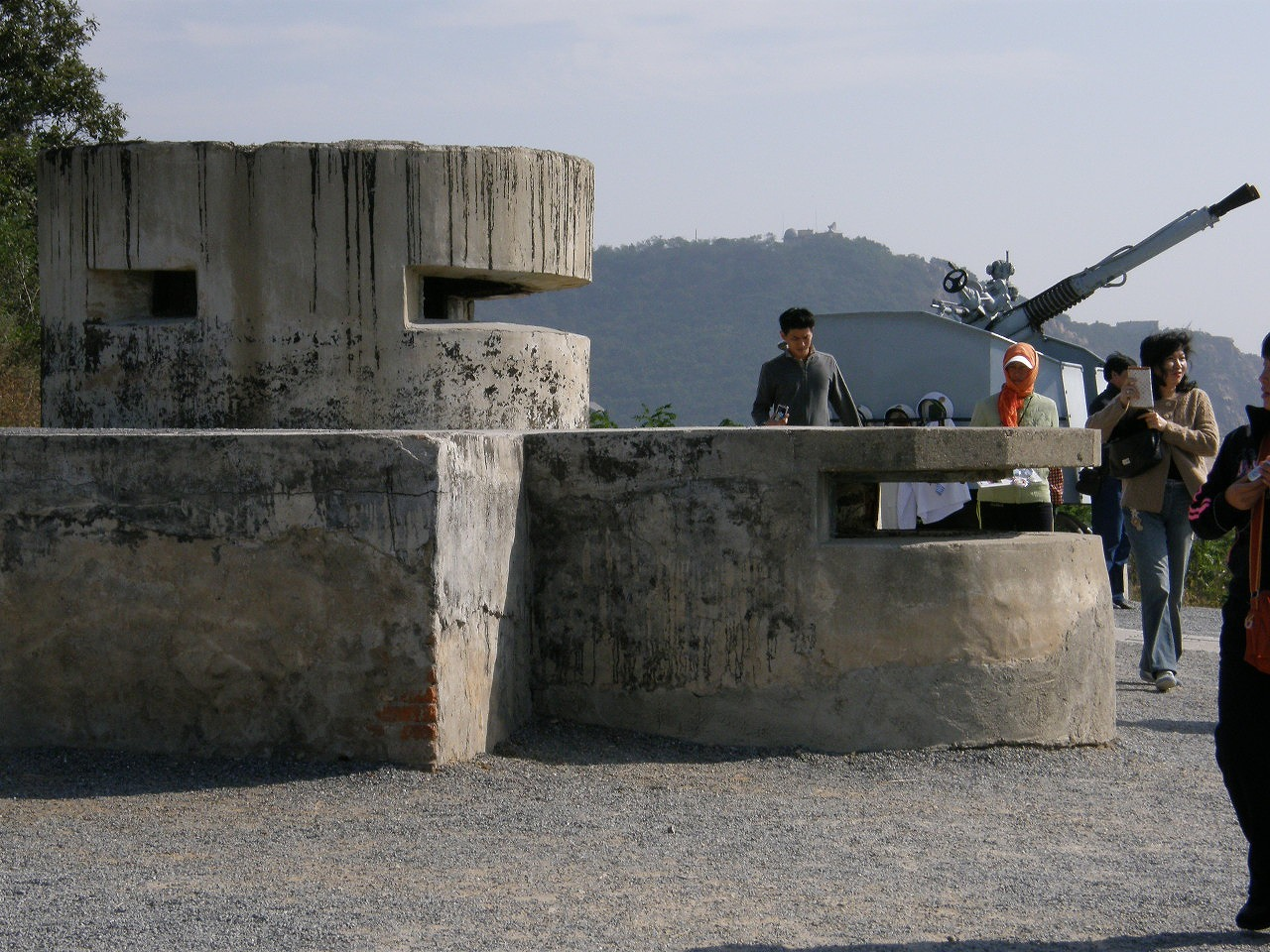
旅順に残る清時代の沿岸砲台

旅順要塞の構造は、要塞防衛線（第一防衛線、第二防衛線）、および前進陣地から構成される。
旅順は元々は清国の軍港で、ロシアが手中に収めた時点である程度の諸設備を持っていた。しかし防御施設が旧式で地形も不利な点を持つことを認識し強化に着手した。1901年より開始されたこの工事は、当初は下述する203高地や大孤山（標高約180 m）も含めた十分に広い範囲に要塞防御線を設置し守備兵2万5千を常駐させる計画だった。しかし予算不足で防御線の規模は縮小され、常駐の守備兵も1万3千に変更された。この要塞防衛線は港湾部に近すぎ、要塞を包囲した敵軍の重砲は、防衛線内の砲台から狙われない安全な位置より港湾部を射程内に収めることができた。また地形上、敵軍が防衛線外の大孤山や203高地、南山坡山（通称海鼠山、標高約200m、203高地の北）などを占領した場合は、港湾部の一部もしくは全域の弾着観測を許した。そのため開戦後にはそれら防衛線外も前進陣地や前哨陣地を設け防御に努めたが本質的に完全ではなかった。また完成は1909年の予定だったので、1904年の日露開戦により未完成のまま（完工度は約40パーセント）戦争に突入することになった。これら前哨陣地は第7師団長ロマン・コンドラチェンコ少将の精力的な強化工事が施された。
要塞の配置、規模は
- 東正面

白銀山、東鶏冠山（北・南）、盤龍山（北、東、西）、松樹山各堡塁を中核とし、望台（標高185m）、永久砲台、旧囲壁（日清戦争時の要塞の構造物）、臨時築城陣地などで連接
- 北正面

椅子山、大案子山、龍眼北方、水師営南方各堡塁を中核とし、砲台、野戦築城陣地などで連接
- 西正面

西太陽溝などの各堡塁を中核とする。また203高地、化頭溝山、大頂子山などに野戦陣地を新設
- 装備火砲

要塞砲350門、野砲67門、海軍砲186門、捕獲砲43門の合計646門。これを海上正面に124門、陸上正面に514門、予備8門に分配。
- 機関砲

海上側に62門、陸上側に47門、予備10門の合計119門。
となっている。
防衛線外の前進陣地は、西方に203高地近辺諸陣地、北方に水師営近辺諸陣地、東方に大小孤山諸陣地を整備したが、未完成だった。
要塞の主防御線はコンクリート（当時は仏語のベトンと呼ばれていた）で周囲を固めた半永久堡塁8個を中心に堡塁9個、永久砲台6個、角面堡4個とそれを繋ぐ塹壕からなりあらゆる方角からの攻撃に備え、第二防衛線内の最も高台である望台には砲台を造り支援砲撃を行った。さらに突破された場合に備えて堡塁と塹壕と砲台を連ねた小規模な副砲が旅順旧市街を取り囲んでいた。海上方面も220門の火砲を砲台に配備して艦船の接近を妨害するようになっていた。
ロシア軍では、この要塞を含めた地域一帯を防衛するロシア関東軍が新設され軍司令としてアナトーリイ・ステッセリ中将、旅順要塞司令官にコンスタンチン・スミルノフ中将が就任した。
日露戦争の開戦時の旅順要塞には、東シベリア第7狙撃兵師団（師団長：ロマン・コンドラチェンコ少将）・東シベリア第7狙撃兵師団（師団長：アレクサンドル・フォーク少将）・東シベリア第5狙撃兵連隊・要塞砲兵隊・要塞工兵隊など総勢4万4千名の兵力、436門（海岸砲は除く）の火砲があった。

## 経過

### 前哨戦
日本海軍は、独力で旅順艦隊を無力化することを断念し、1904年7月12日に伊東祐亨海軍軍令部長から山縣有朋参謀総長に、旅順艦隊を旅順港より追い出すか壊滅させるよう正式に要請した。その頃第三軍は、6月26日までに旅順外延部まで進出した。6月31日、大本営からも陸軍に対して旅順要塞攻略を急ぐよう通達が出ていた。
しかし陸軍は、旅順要塞を攻略する方針を固めることが遅れたため、情報収集が不充分だった。ロシア軍が強化した要塞設備に関する情報はほとんどなく第三軍に渡された地図には要塞防御線の前にある前進陣地（竜眼北方堡塁、水師営南方堡塁、竜王廟山、南山坡山、203高地など）が全く記載されていなかった。防御線でも二竜山、東鶏冠山両堡塁は臨時築城と書くなど誤記が多かった。
こうした中で要塞攻略の主軸をどの方向からにするかが議題となった。戦前の図上研究では平坦な地形の多い西正面からの攻略が有利であると考えられていたが、第三軍司令部は大連上陸前の事前研究によりその方面からの攻略には敵陣地を多数攻略していく必要があり、鉄道や道路もないので攻城砲などの部隊展開に時間を要し早期攻略できないと考え東北方面の主攻に方針変更した。しかし新たに参謀本部次長となった長岡外史や、満洲軍参謀井口省吾らが西方主攻を支持し議論となる。ただし、この主攻の選択はあくまで要塞攻略の主軸をどの方面にするかの話であり、後に出る203高地攻略とは別の議論である。結局この議論は第三軍司令部が現地に到着する7月ごろまで持ち越される。その頃第三軍は、6月26日までに旅順外延部まで進出していた。7月3日、コンドラチェンコ師団の一部が逆襲に転じるが塹壕に待ち構える日本軍の反撃を受けて撤退した。
その後第三軍に第9師団や後備歩兵第1旅団が相次いで合流し戦力が増強された。このあと乃木は懸案だった主攻方面を要塞東北方面と決定した。この理由には下記があった。
1. 要塞の死命を制する望台は東北方面にある。望台は第二防衛線内で最も標高が高く、その砲台はロシア軍支援砲撃の要であり、旅順港及び市街地も全てを見渡せる。
2. 西方主攻を行うには敵前に曝露した平地を移動して危険な部隊展開せざるを得ない
  1. 鉄道も攻城砲などの砲を移動できる道路もないので砲兵展開が難しい
  2. 203高地や南山坡山などの前進陣地が多くあり、それらを制圧後2km前進した上で要塞防御線攻略着手となるので時間が掛かる

準備を整えた第三軍は7月26日旅順要塞の諸前進陣地への攻撃を開始し、主目標はそのうちの東方の大孤山とした。3日間続いた戦闘で日本軍2,800名、ロシア軍1,500名の死傷者を出し、30日にロシア軍は大孤山から撤退した。この頃乃木は、来るべき総攻撃の期日を決断し、増援の砲兵隊の準備が整う予定の後の8月19日とした。
8月7日、黒井悌次郎海軍中佐率いる海軍陸戦重砲隊が大孤山に観測所を設置し、旅順港へ12センチ砲で間接砲撃を開始。9日9時40分に戦艦レトウィザンに命中弾を与え、浸水被害をもたらした。
8月10日、ロシア旅順艦隊（第一太平洋艦隊）に被害が出始めたことで、艦隊司令ヴィトゲフトは、極東総督アレクセイエフの度重なるウラジオストクへの回航命令に従い、旅順港を出撃した。これによって、海軍側が陸軍に要請した「旅順艦隊を砲撃によって旅順港より追い出す」ことが達成された。
しかし同日の黄海海戦では、日本連合艦隊は2度に亘り旅順艦隊と砲撃戦を行う機会を得つつも駆逐艦の1隻も沈没せしめることなく、薄暮に至り見失った。旅順艦隊は旅順港へ帰還した。
もっとも、帰還した艦艇のほとんどは上部構造を大きく破壊され、戦闘力をほぼ喪失し、旅順港の設備では修理ができない状況だった。最も損害が軽微だった戦艦セヴァストポリだけは外洋航行可能にまで修理された。帰還後の艦艇は、大孤山から観測されないよう、狭く浅い湾内東部に停泊させた。

### 第一回総攻撃（明治37年8月19日-24日）
総攻撃を前に第三軍は軍司令部を柳樹房から鳳凰山東南高地に進出させた。さらに団山子東北高地に戦闘指揮所を設け戦闘の状況を逐一把握できるようにした。ここは激戦地となった東鶏冠山保塁から3キロという場所でしばしば敵弾に見舞われる場所であった。以降、攻囲戦は主にここで指揮が取られることになった。
8月18日深夜、第三軍（参加兵力5万1千名、火砲380門）各師団は其々目標とされる敵陣地の射程圏ぎりぎりまで接近し総攻撃に備えた。
翌8月19日、各正面において早朝より準備射撃が始まる。当初はロシア側は日本の砲兵陣地の位置を正確に把握できておらず反撃も散漫だったが、やがて本格的になり、この日は両軍合わせて500門の火砲が撃ち合う激しい戦闘となった。乃木も午後1時に双台溝の236高地に登り戦況を視察した。ロシア軍ではこの砲撃で松樹山、二龍山、盤龍山、東鶏冠山、小案子、白銀山、望台の各保塁・砲台に大損害が出ており、東鶏冠山第二保塁では弾薬庫が爆発し守備兵が全滅し、二龍山保塁では主要火砲の6インチ砲がすべて破壊された。こうした光景を目の当たりにして日本軍前線の将兵の士気は大きく高まったという。2日間の砲撃戦ののち、21日に第三軍は総攻撃を開始した。

#### 第1師団の攻撃
総攻撃開始に先立つ19日午前6時、友安治延少将率いる後備歩兵第1旅団(第1師団の指揮下として右翼隊を形成)は目標の大頂子山に攻撃を開始した。一部が敵前至近距離に迫ったものの猛烈な反撃を受け撃退された。夜半になり夜襲を仕掛けるも戦況は好転しなかった。20日には歩兵第二旅団(旅団長：中村覚少将)基幹の左翼隊は水師営南方高地までは順調に進んだがここで敵の抵抗にあい、それでも水師営の一部と同西溝の猛攻の末22日に占領。夜半には93高地を夜襲で奪取した。
明けて21日、師団長の松村務本中将は司令部を高崎山に移す。歩兵第1旅団(旅団長：山本信行少将)基幹の中央隊が第一師団の攻略目標である南山坡山及びその北端の鉢巻山を総攻撃。22日までにさしたる抵抗もなく占領するがまもなく激しい逆襲が行われ白兵戦が幾度となく展開された。日本側は増援を送ろうにも鉢巻山へ至るには敵の寺児溝北方陣地の麓を通らねばならず、占領部隊への増援、補給は至難だった。補給線の確保も失敗し兵士たちは匍匐前進で弾薬や糧食を運ばなければならなかった。

#### 第9師団の攻撃
第9師団でも歩兵第18旅団(旅団長：平佐良蔵少将)基幹の右翼隊が19、20日と竜眼北方保塁へ攻撃を開始。しかしこの方面は攻撃側が身を隠すような草木もなく、付近の砲台から集中射撃を受けて大損害を被る。
21日、左翼隊の歩兵第6旅団（旅団長：一戸兵衛少将）が盤龍山南北の堡塁に攻撃を開始。配下の歩兵第7連隊では3人の大隊長のうち2人が戦死し、遂には連隊長大内守静大佐自らが先陣をきって突撃するも、28発もの銃弾を浴びて戦死する程の激戦となった。一戸少将は歩兵第35連隊を増援に送るが失敗し、先月30日に戦傷で交代したばかりの連隊長、折下勝造中佐が戦死してしまう。このため一戸は夜陰に乗じて攻撃する方法に切り替える。
22日午前0時、各隊は一斉に夜襲をかけるが、ロシア軍は探照灯や照明弾で周囲を照らし機関銃を乱射してそれを阻んだ。戦闘は明るくなっても続き後備歩兵第8連隊が増援、午前10時頃、盤龍山東堡塁の占領になんとか成功、午後8時には西堡塁も占領した。しかしこの間戦い続けた第7連隊は大損害を被り、確保時の残余兵力は将校以下71名だった。ともかく第9師団は盤龍山東西堡塁の攻略に成功し、ここは半ば要塞の第二防衛線に食い込んだ要地で望台までは約1kmだった。

#### 第11師団の攻撃
第11師団長土屋光春中将は司令部を大弧山北嶺に移すが、敵の銃撃を受け、参謀2名が戦死した。
歩兵第10旅団(旅団長:山中信儀少将)は東鶏冠山北堡塁、第二堡塁を攻撃。北堡塁の方は直前に外壕が見つかり、工兵隊の犠牲のもと、巨大な外壕に二条の突入路を築き、部隊が突入するが集中砲火を浴び、突入隊隊長の本郷少佐以下多くの死傷者をだし、外壕に躍り込んだ隊は全員戦死した。第二堡塁の方は占領には成功するも退却するロシア軍が放った火が壕内の弾薬に引火し爆発、それが引き金となる周囲の堡塁砲台から集中射撃を受け突入隊隊長の吉永少佐以下死傷者が続出し、弾薬も無くなり残余兵40名はやむ無く撤退。鉄条網下の地隙に援軍をまった。僅か3時間の占領であった。

#### 望台への攻撃
乃木は占領した盤龍山堡塁を起点として、23日、望台への攻撃を命じた。しかし盤龍山堡塁を占領する第九師団の戦力は予備兵力を含めても約1000名に激減しており、第1師団から歩兵第15連隊(二個大隊欠)を応援に回し、第11師団も東鶏冠山堡塁への攻撃で疲弊した歩兵第10旅団(旅団長山中少将は疲労で倒れた土屋師団長の代理で師団本部におり、指揮は歩兵第44連隊の石原大佐が執る)を応援に出す。戦力が整った各隊は24日午前2時より攻撃を開始する。
しかしこれらの突入も情報を事前に察知していたステッセル中将の指示で準備を整えていたロシア軍の反撃で各隊は死傷者が続出した。午前7時、最後の予備兵力の歩兵第12連隊第一大隊が投入されるが要塞からの砲撃が激しく突撃は延期された。
24日午後5時、乃木は総攻撃の中止を指示した。第一回総攻撃と呼ばれたこの攻撃で日本軍は戦死5,017名、負傷10,843名という大損害を蒙り、対するロシア軍の被害は戦死1,500名、負傷4,500名だった。第三軍はほぼ一個師団分の損害を出したことになる。
この頃からロシア軍側は、旅順港内に逼塞した太平洋艦隊の海軍将兵で複数の中隊単位の陸戦隊を編成し、艦船の中小口径砲の一部も陸揚げして陸軍部隊の増援を図った。

### 第二回総攻撃前半戦（明治37年9月19日-22日）

#### 正攻法への変更
第三軍は第一回総攻撃を歩兵の突撃による強襲法で行ったが、これは砲弾数不足で十分な支援砲撃ができない中で、大本営からの速やかなる早期攻略の要請に応えようとしたためであった。しかし要塞（望台）には歯が立たず兵力に大損害を被った。乃木は攻撃方法を再考し、正攻法へ切り替える考えを固めた。これは占領した盤龍山東西堡塁から要塞前面ぎりぎりまで塹壕を掘り進み進撃路を確保し、歩兵の進撃の際は十分に支援砲撃を行う方式であり、麾下の参謀に調査（地質や地形、敵情など）や作戦立案を指示した。8月30日、軍司令部に各師団の参謀長と工兵大隊長、攻城砲兵司令部の参謀などを招集し、正攻法への変更を図る会議を行った。しかし前線部隊の意見は砲弾不足などを理由に強襲法継続の主張が強かった。この会議は6時間に及んだが、最終的には乃木の決断で正攻法に変更する事になり、9月1日よりロシア軍に近接するための塹壕建設を開始した。
ロシア側も盤龍山堡塁を奪われたのは痛手だった。8月30日にロシア軍はコンドラチェンコ少将の独断により盤竜山を奪い返そうと攻撃を行ったが、日本軍の反撃を受け攻撃兵力の3割を失い失敗した。
9月15日、第三軍は対壕建設に目途が立ち、兵員・弾薬も補充できた。17日に各部隊に指示し、部分的攻撃を19日に開始するよう命令した。今回は第1師団、第9師団が攻撃を担当し、第11師団は前面の敵の牽制を担った。

#### 第1師団の攻撃
19日午前8時45分、攻城砲兵は敵牽制の砲撃を開始、午後1時には攻略目標である龍眼北方、水師営両堡塁に砲撃を集中した。午後5時頃、第1師団左翼隊(歩兵第2旅団)は水師営第1堡塁への突撃を開始した。しかし外壕の突破に手間取り大損害を被る。中央隊(歩兵第1旅団)は順調に進撃し、目標の南山坡山の北角を占領する。右翼隊(後備歩兵第1旅団)はこの攻撃より目標に加えられた203高地攻撃を任される。しかしここも敵の猛射を浴びて大損害を被ってしまう。
20日、苦戦する左翼隊に第9師団が龍眼北方堡塁の占領に成功したという一報が入る。奮起した同隊は第4堡塁へ突撃を敢行しこれを占領、更に攻城砲兵が第1堡塁へ砲撃を開始し敵は沈黙、午前11時には水師営の全堡塁は日本軍の手に落ちた。中央隊も山頂で白兵戦をしつつも午後5時には南山坡山を占領した。
しかし203高地攻略は容易ではなく、なんとか山頂の一角を占領しつつも直後にロシア軍の大逆襲が始まり、午前5時には山頂を奪われたばかりか第2線も奪われ後備歩兵第16連隊長も負傷した。その後第1師団は師団砲兵の総力を挙げて203高地を砲撃し、前線に幾度となく増援を送るも道中で敵陣地からの攻撃を受け前線に辿り着いた者はいなかった。突撃は翌21日も行われたが効果がなく、結局は攻撃を断念する。担当した右翼隊の残存兵力は310名にまで激減していた。

#### 第9師団の攻撃
同師団は右翼隊(歩兵第18旅団)の歩兵第19連隊が龍眼北方堡塁正面を、歩兵第36連隊が同堡塁の咽喉部と背後の交通壕への攻撃を行う。しかしここでも要塞側の反撃で大損害を受ける。しかし翌20日、攻城砲兵の支援砲撃を開始すると堡塁は瞬く間に抵抗力を失い、午前5時には攻略に成功する。

#### 28センチ榴弾砲の投入
第一回総攻撃が失敗に終わった後、陸軍大臣寺内正毅、陸軍次官石本新六の発案で、当時東京湾要塞および芸予要塞に配備されていた旧式の対艦攻撃用だった28センチ榴弾砲（当時は二十八糎砲と呼ばれた）を要塞攻略の攻城砲として第三軍に派遣した。通常はコンクリートで砲架（砲の台座のこと）を固定しているため戦地に設置するのは困難とされていたが、工兵の努力によって克服された。
28センチ榴弾砲は10月1日、旧市街地と港湾部に対して砲撃を開始した。要塞攻撃への効果が認められ、砲を増やし最終的に18門が投入された。
20日に占領した南山坡山を観測点として湾内の艦船を砲撃し、命中弾を与え損害を与えた。しかし艦隊自身は黄海海戦ですでに戦力を喪失しており、この砲撃も劇的な戦果をもたらしたわけではなかった。

#### 対壕建設の再開と砲弾不足
この戦いでの損害は日本軍は戦死924名、負傷3,925名。ロシア軍は戦死約600名、負傷約2,200名だった。
24日より各部隊は攻撃目標に向けての対壕建設を再開したが敵に近づくにつれて相手からの阻害攻撃が激しくなり工事は停滞する。それでも各師団の奮闘で突撃陣地の構築を18日には完了する。これを受けて第三軍は再度の総攻撃を決断した。当時は28センチ榴弾砲の追加送付分が準備の出来る10月27日頃を総攻撃の日と考えていたが、各砲の砲弾の不足が深刻化しだしていた。乃木は大本営に1門300発の補給を要請した(ちなみに当時要塞を落とす際に必要な砲弾数は1門につき1000発が基本的な数だった)が、補給を受ける事は出来なかった。また10月16日にはロシア第二太平洋艦隊がリバウ港を出航した事を受け、乃木は砲弾不足を承知で第二次総攻撃を行わざるを得ない状況下におかれた

### 第二回総攻撃後半戦（明治37年10月26日-30日）
10月18日、第三軍は二龍山堡塁と、松樹山堡塁の同時攻略計画を打ち立てた。双方の堡塁は密接な関係に有り、攻撃区分では第9師団が担当であったが戦力の余裕がなく、松樹山堡塁攻撃は第1師団が担当する事にした。
23日、第三軍は各参謀長会議を行い、26日の総攻撃を決定した。第1師団が松樹山堡塁、第9師団が二龍山堡塁と盤龍山堡塁東南の独立堡塁、第11師団は東冠山の各堡塁(但し攻撃は第1・9両師団の攻撃が成功した後)を攻撃目標とする。
この時点での主要部隊の戦力は
- 第1師団　6869名(将校含む・以下同)
- 第9師団　7277名
- 第11師団　6940名
- 後備歩兵第1旅団　3636名
- 後備歩兵第4旅団　3368名

であった。早朝よりの攻城砲兵による砲撃の後、まず第1師団、第9師団が攻撃を開始した。

#### 第1師団の攻撃
第1師団では左翼隊の歩兵第2連隊が敵散兵壕の動揺を捉え突入しこれを制圧。ここから松樹山へ坑道掘進を開始する。ロシア側も坑道を掘り、爆薬を仕掛けて日本側の坑道を破壊するなどで抵抗した。29日になるとロシア軍は逆襲に転じ午前7時に散兵壕を奪取される。第1師団は直ちに逆襲に転じて午後1時30分にはこれを奪い返す。
翌30日、攻城砲兵の事前砲撃の後、第2連隊は松樹山堡塁への突撃を開始した。周囲からの砲火を浴びながら連隊は敵塁の真下まで進出するが外壕の突破に手間取っている間に大損害を被りやむなく撤退する。そのため外壕外岸からの坑道作業に入るが攻撃準備完了まで期日を要することになる。

#### 第9師団の攻撃
第9師団は右翼隊の歩兵第19連隊が二龍山堡塁の斜堤散兵壕を占領し坑道掘進を開始する。更に左翼隊も歩兵第7連隊が盤龍山北堡塁に突撃し、その1角を制圧する。二龍山堡塁では松樹山と同様に血みどろの坑道戦が展開される。
30日、まず右翼隊が二龍山堡塁の外壕の破壊に取りかかる。しかし敵塁からの集中射撃と松樹山からの側防射撃に阻まれ占領地を確保するのがやっとであった。
他方、一戸少将が指揮する左翼隊は盤龍山東堡塁東南の独立堡塁(P堡塁)への攻撃を開始。午後1時、工兵隊の爆破した突撃路を使って歩兵第35連隊が突入。僅か2分で堡塁を制圧する。
しかし午後10時30分頃、ロシア軍が逆襲に転じ、占領部隊は将校を多数失い退却した。堡塁下にいた一戸少将は退却の報を受けると予備の1個中隊を自ら率いて奪還に向かい、奪取に成功した。一戸少将の勇猛な活躍ぶりから、後にこの堡塁は「一戸堡塁」と命名される。

#### 第11師団の攻撃
第11師団は待機していたが松樹山、二龍山の占領がまだなので攻撃できずにいた。しかし既に攻撃準備が整っており、この際は多少の犠牲も覚悟して突撃すべしという結論になり、30日より攻撃を開始する。
30日午後1時、まず右翼隊の歩兵第22連隊が東鶏冠山北堡塁を攻撃しその1角を制圧。しかし第2堡塁に向かった歩兵第44連隊は集中砲火を浴びて壊滅する。
中央隊の歩兵第12連隊は第1堡塁に向かう。前面の散兵壕を蹴散らしつつ進撃し砲台も占領した。しかし周囲からの射撃を受け被害が続出し、戦線維持が困難になり退却を余儀なくされる。
31日、未だ士気旺盛な右翼隊は外岸側防を制圧。しかし血気にはやる一部部隊が砲兵の支援を待たずに突撃し壊滅。結局第11師団も東鶏冠山を制圧できず、坑道作業に移行していく。

#### 総攻撃の中止
日本軍は戦死1,092名、負傷2,782名の損害を出すが、ロシア軍も戦死616名、負傷4,453名と日本軍以上の損害を受けた。乃木は各師団が坑道作業に入った事で作業完了までには期日が必要と判断。総攻撃を打ち切った。
日本軍は前半戦の作戦目的は203高地以外は達成した。しかし後半の主要防衛線への攻撃は第9師団がP堡塁を占領した以外は失敗。このため日本側は第二次総攻撃も失敗と考えた。

### 第三回総攻撃（明治37年11月26日-12月6日）
第二回総攻撃の失敗はバルチック艦隊の来航に危機感を募らせる海軍を失望させ、要塞攻略よりも艦隊殲滅を優先し、観測射撃のための拠点を得るため203高地を攻略すべしという意見が出てくるようになる。他方第三軍の上級司令部である満洲軍は当初より要塞攻略を優先する方針を変えず、そのために望台を第一の攻略目標にすることを変えなかった。また望台攻略への寄与が小さい203高地攻略には反対だった。第三軍も二回目の総攻撃は失敗したとはいえ、東鶏冠山堡塁の一部や同山第一堡塁、一戸堡塁を占領することには成功し、東北正面の防衛線をあと一歩で抜くことが出来たので、引き続き要塞正面を主攻にするという立場だった。
11月14日、203高地主攻に固執する参謀本部は御前会議で「203高地主攻」を決定する。しかし満洲軍総司令官大山巌元帥はこれを容れなかった。大本営からの要旨にある「旅順港内を俯瞰し得る地点を占領し、港内の敵艦、造兵廠などに打撃を与うることをのぞむ」で、203高地を直接名指しして命令していないことを逆手に取り、「第三軍司令官をして、是迄の計画に従い鋭意果敢に攻撃を実行せしめ、旅順の死命を制し得るべき『望台』の高地を一挙に占領せしむるの方針をとるべし…」。「203高地を落としても観測点として利用するだけでしかなく、砲を備えて敵艦を沈めるには長大な期日を要し、目的を達成できない」。などと反論し、要塞東北方面攻略の立場を崩さなかった。総参謀長の児玉源太郎大将も、10月までの観測砲撃で旅順艦隊軍艦の機能は失われたと判断して艦船への砲撃禁止を第三軍に命じた。また海軍のバルチック艦隊来航の脅威を必要以上に誇張し、海軍の都合だけ考えて海上輸送を中止しようとする一連の動きに対し抗議した。こういった上層部の意見の食い違いは乃木と第3軍を混乱させ、第三回総攻撃案に大きく影響を与えた。
11月中旬に盤竜山・一戸両保塁から両側の二竜山と東鶏冠山保塁の直下まで塹壕を掘ることに成功しさらに中腹からトンネルを掘り胸壁と外岸側防を爆破することを計画。総攻撃は11月26日と決定された。また参謀本部も内地に残っていた最後の現役兵師団の精鋭、第7師団を投入、部隊を第1、第9師団の間に配置し総予備とした。

#### 各師団の攻撃
11月26日、松寿山堡塁攻撃を担う第1師団左翼隊は午後1時より外壕より突撃した。しかし身を潜めていたロシア軍の奇襲と周囲からの集中砲火と内壕の敵兵の逆襲で突撃した兵は壊滅。午後2時50分には外斜面に退却するしかなかった。
第9師団も午後1時より二龍山堡塁へ突撃を開始した。松寿山堡塁などからの側射を受けて大損害を受けたが突入を続け、なんとか敵前100mの地隙に到達するがそれ以上は進撃できなかった。
第11師団は東鶏冠山北堡塁の胸塔2箇所に爆薬を仕掛け点火。その後歩兵第22連隊が突入した。しかし敵堡塁の破壊は僅かで白兵戦となり多くの犠牲をだす。午後1時40分には土屋師団長が重傷を負い陣地の争奪が激化、占領地の維持は出来なかった。

#### 白襷隊の突入
26日夜半、第三回総攻撃にあたって特に編成された特別予備隊（以下「白襷隊」。3,113名。総指揮官：歩兵第2旅団長・中村覚少将）が攻撃を行った。この部隊は、夜間の敵味方の識別を目的として全員が白襷を着用していた。白襷隊は午後5時に薄暮の中行動を開始、集結点で月が昇るのを待ち、午後8時30分、目標へ動き出した。
午後8時50分、白襷隊は一斉に突入を開始した。しかし目標の松樹山第4砲台西北角には幾重にも張り巡らされた鉄条網があり、その切断作業中に側背より攻撃を受ける。白襷隊はひるまず突入し散兵壕を目指すが前方に埋めてあった地雷により前線部隊はほとんど全滅。後続部隊も奮戦するが死傷者が相次ぎ第1線の散兵壕まで後退する。
午後10時30分頃、指揮を執っていた中村少将が敵弾を受けて負傷、その後同隊は翌27日午前2時頃まで激戦を繰り広げるも突破は不可能と判断され、退却となった。
この攻撃は敵陣突破に失敗し、この時点での第三軍の損害は約7千名に達した。しかし守るロシア側も一時二龍山堡塁の守備兵は数名になり、松寿山第4砲台も予備兵力が10名になるなど、もう少しで突破を許してしまうような状況に追い込まれており、ロシア側にも白襷隊の勇敢さに驚嘆する記述が多く残されている。

#### 203高地への主攻変更
11月27日未明、乃木は当初の攻撃計画が頓挫したことで攻撃目標を要塞東北正面から203高地へ変更することを考え、敵味方を兵員消耗戦に持ち込むことを決心した。ロシア軍は203高地防衛に拘り兵員を送り続けると予期し、日本軍よりも先に兵員が枯渇し、要塞全体も持ち堪えられなくなると考えた。
第三軍参謀の白井二郎少佐は第1師団に203高地攻撃を打診したところ快諾を得た。満洲軍司令部より派遣されていた福島安正少将はこの意見に反対を述べ、あくまでも要塞東北方面攻撃を主張したが、乃木の判断で203高地への本格的な攻撃が決定される。
午前10時、軍命令で東北方面攻撃の一時中止と第1師団を中核とした203高地攻撃を行うことが下達、午後5時には大本営と満洲軍総司令部にそのような主旨の報告を行う。指示を受けた攻城砲兵司令部は直ちに砲撃を203高地に変更し、28センチ榴弾砲全砲をもって砲撃を開始した。砲兵第2旅団は203高地攻撃に際して妨害攻撃をするであろう敵の各砲台への砲撃を開始した。対するロシア軍は203高地に500余名、その北東の老虎溝山（標高177m）に千名の兵を配し、日本軍の突撃に対して万全の体制をとっていた。

#### 203高地攻撃
27日午後6時、28センチ榴弾砲の事前射撃により203高地の中腹散兵壕を破壊、午後6時20分、第1師団右翼隊（後備歩兵第1旅団）、中央隊（歩兵第1旅団）が突撃を開始した。敵砲台は攻城砲兵及び師団砲兵が制圧し、右翼隊は鉄条網を排除しつつ前進し、一部は203高地西南部、敵の第2線散兵壕の左翼を奪取した。更に前進を続けるも周囲からの敵の大口径砲の援護砲撃で損害を被る。
中央隊は老虎溝山に突撃を開始、山頂散兵壕の一部を奪うが夜になって敵の逆襲により撤退した。
翌28日、第1師団は再び攻撃を開始した。右翼隊は後備歩兵第38連隊の増援を受け8時頃突撃を開始、第2線散兵壕を奪うが死傷者が続出し現在地の確保で精一杯になる。友安旅団長は後備歩兵第16連隊を増援に回し、10時30分に山頂へ突撃し頂上を制圧した。しかし直ぐ様ロシア軍の逆襲にあい山頂を奪還される。それでも左翼隊は粘り強く攻撃を続け、正午頃には西部山頂の1部を奪回し敵の逆襲に備えた。
一方の中央隊は203高地東北部に対する攻撃を意図し攻撃準備をしていたが、その間敵の攻撃を受けて歩兵第1連隊長の寺田錫類大佐が重傷を負い、まもなく戦死する。それでも旅団長馬場命英少将自ら指揮を取り突撃を繰り返すも効果なく、一時は東北部山頂を占領するも、敵に奪還された。
11月29日午前2時、第1師団より現在の師団兵力では203高地攻略は難しい旨の連絡が軍司令部に届く、これを受けて乃木は予備の第7師団の投入を決意、午前3時に麾下の各部隊と満洲軍総司令部、大本営にその旨を連絡した。また児玉総参謀長が満洲軍より旅順に赴くことが決まり、第三軍へ連絡が入った。
午前7時、第7師団長大迫尚敏中将が高崎山の第1師団司令部に到着し、203高地攻撃の指揮権を継承した。大迫は第7師団と第1師団の残存兵力で攻撃部署を決める。
- 203高地攻撃：友安治延（後備歩兵第1旅団長）少将指揮
  - 歩兵第1連隊1.3大隊、歩兵第26連隊2大隊、歩兵第28連隊、後備歩兵第15連隊1.3大隊、後備歩兵第16連隊、後備歩兵第38連隊2大隊、工兵1個中隊
- 老虎溝山攻撃隊：吉田清一（第7師団歩兵第13旅団長）少将指揮
  - 歩兵第1連隊2大隊、歩兵第15連隊2大隊、歩兵第25連隊3大隊、歩兵第26連隊、工兵1個大隊半
- 砲兵隊：兵頭雅誉（野戦砲兵第1連隊長）大佐指揮
  - 野戦砲兵第1連隊、野戦砲兵第7連隊、野戦重砲兵第1連隊1大隊[85]

30日午前6時、攻城砲兵は砲撃を開始、まず歩兵第28連隊が山頂東北部に突入。第三攻撃陣地まで前進するが敵の猛射で釘付けにされる。西南山頂は後備歩兵第15.16連隊が向かうがこれも側射を受けて損害を被り攻撃を断念する。
老虎溝山攻撃は午前10時より開始され、午後1時まで幾度となく波状攻撃を繰り返すが悉く撃退される。
午後4時50分、第1師団長より攻撃再開の命が下る。6時40分に東北部山頂に突入し、接戦のすえ一部占領に成功。その後一進一退の攻防で占領地の一角を死守することに成功したが、翌12月1日午前2時には敵に奪還される。なお一旦司令部へ30日午後5時に203高地の完全占領の報が届いたが誤報となった（大本営・満洲軍にも伝った）。
夜半、友安少将は増援の二個中隊を率いて前線に向かう旨、各部隊に伝令を出すが、その任務を帯びていた副官の乃木保典少尉（乃木希典大将の次男）は銃弾を受けて戦死する。

#### 児玉の来訪～203高地陥落
12月1日、死傷者の収容と態勢を整えるため、4日まで攻撃を延期する。
正午、児玉満洲軍総参謀長が第三軍へ到着した。児玉の来訪をうけ、第三軍はこの3日間を攻撃の準備に充てると共に、児玉の指導を受けつつ攻撃部隊の整理や大砲の陣地変換などを行った
長南政義によると、この来訪で児玉が攻撃に対して指示をしたのは以下の4点である。
1. 重砲隊(12センチ榴弾砲15門、9センチ臼砲12門）を大平溝に陣地変更し、203高地を支援している西太陽溝、鴉鳲嘴(鴨湖嘴？)の敵堡塁と老鉄山方面の諸砲台を制圧する[93][94][注 14]。
2. 残兵が保持する203高地西南部山頂の一角が敵に奪還されるのを防止するため、28センチ榴弾砲で一昼夜15分ごとに頂上付近を砲撃する
3. 20～30人で構成する突撃隊を203高地陥落まで繰り返し投入する
4. 砲兵隊の上島善重大隊長の進言を受け、203高地背面からくる露軍増援部隊への砲撃を許可する。

12月4日早朝から203高地に攻撃を開始し、5日9時過ぎより、第7師団歩兵27連隊が死守していた西南部の一角を拠点に第7師団残余と第1師団の一部で構成された攻撃隊が西南保塁全域を攻撃し10時過ぎには制圧した。
12月5日13時45分頃より態勢を整え東北堡塁へ攻撃を開始し、22時にはロシア軍は撤退し203高地を完全に占領した。翌6日に乃木は徒歩で203高地に登り将兵を労うが、攻撃隊は900名程に激減していた。
12月5日の203高地陥落後、同地に設けられた観測所を利用し日本側は湾内の旅順艦隊残余に砲撃を開始する。各艦の大多数はそれまでの海戦や観測射撃で破壊され、要塞攻防戦の補充のため乗員、搭載火砲も陸揚げし戦力を失っていたが、日本側はこれらに対しても28センチ榴弾砲砲弾を送り込み、旅順艦隊艦艇は次々と被弾した。砲弾は戦艦の艦底を貫けなかったが、多くの艦艇は自沈処理がなされた。5日に戦艦ポルターヴァが後部弾火薬庫が誘爆着底、翌日には戦艦レトヴィザンも着底し、8日にペレスヴェート、ポベーダの両戦艦も防護巡洋艦パラーダと共に着底した。9日には装甲巡洋艦バヤーンが同様の運命をたどった。大型艦で生き残ったのはセヴァストーポリのみとなり、8日の深夜に港外に脱出した。
この攻撃での損害は日本軍は戦死5,052名、負傷11,884名。ロシア軍も戦死5,380名、負傷者は12,000名近くに達した。両軍がこの攻防に兵員を注ぎ込み大きく消耗し、予期通りに旅順要塞防衛の致命傷となった。203高地からはロシア太平洋艦隊のほぼ全滅も確認され、児玉は12月7日に満洲軍司令部へ戻った。
脱出して旅順港外にいた戦艦セヴァストポリと随伴艦艇に対しては、日本海軍は30隻の水雷艇で攻撃し、12月15日の深夜の攻撃で同艦は着底し、航行不能となった。

### 要塞東北面突破とロシア軍の降伏

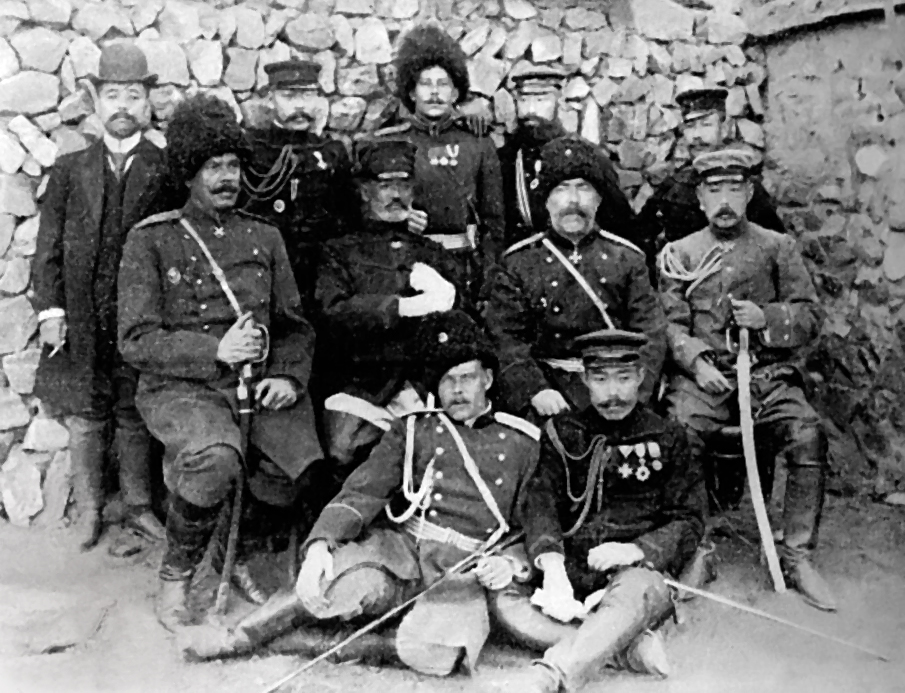
「水師営の会見」乃木将軍は降伏したロシア将兵への帯剣を許した

12月10日、第11師団による東鶏冠山北堡塁への攻撃を開始。15日に勲章授与のため兵舎を訪れていたコンドラチェンコ少将が28センチ榴弾砲の直撃を受け戦死した。
18日には日本軍工兵が胸壁に取り付けた2トンの爆薬による爆破で胸壁が崩壊、ロシア軍は僅か150名の守備兵しかいなかったが反撃し第11師団は戦死151名、負傷699名もの損害を受け激戦の末夜半に占領した。ロシア側は150名中92名が戦死するという玉砕に近い抵抗だった。乃木司令部は以降も胸壁や塹壕を完全に破壊してから突撃に移る方針を続けた。
28日には第9師団による二竜山堡塁への攻撃が始まる。胸壁を3トン弱の爆薬で爆破し300名の守備兵の半数は生き埋めとなるが残兵が激しく抵抗、水兵の増援もあり双方射撃戦になる。しかし歩兵第36連隊が後方に回り込み、それを見たロシア軍守備隊の撤退により、29日3時に遂に占領された。第9師団は戦死237名、負傷953名の損害を被り、ロシア軍も300名以上の死者を出した。
31日、第一師団による松樹山堡塁への攻撃が始まりロシア軍守備兵208名のうち坑道爆破で半数が死亡、占拠した二竜山保塁からの援護射撃もあり後方を遮断することに成功、11時に降伏した。第一師団は戦死18名、負傷169名の損害を被りロシア軍も生存者は103名だった。
1月1日未明より日本軍は重要拠点である虎頭山や望台への攻撃を開始し、午後になって望台を占領した。
ロシア軍はそれまで203高地攻防などで予備兵力が枯渇し、コンドラチェンコ少将が戦死した中でも、抗戦意志を捨てていなかった。しかし東北面の主要保塁（望台）が落ちたことでロシア関東軍司令官ステッセリは抗戦を断念し、1月1日16時半に日本軍へ降伏を申し入れた。
5日にロシア関東軍司令官ステッセリと乃木は旅順近郊の水師営で会見し、互いの武勇や防備を称え合い、ステッセリは乃木の2人の息子の戦死を悼んだ。また、乃木は降伏したロシア将兵への帯剣を許した。この様子は後に文部省唱歌「水師営の会見」として広く歌われたほか、
荒井陸男の手により明治神宮絵画館の壁画『水師営の会見』が製作され後世に伝えられた。日本軍の投入兵力は延べ13万名、死傷者は約6万名に達した。
旅順要塞のロシア軍が抗戦を断念したことから、第三軍は要塞攻撃の束縛から放たれ、奉天会戦目前の満州軍への合流に間に合うこととなった。

## 影響
旅順要塞の陥落により旅順艦隊は無力化された。

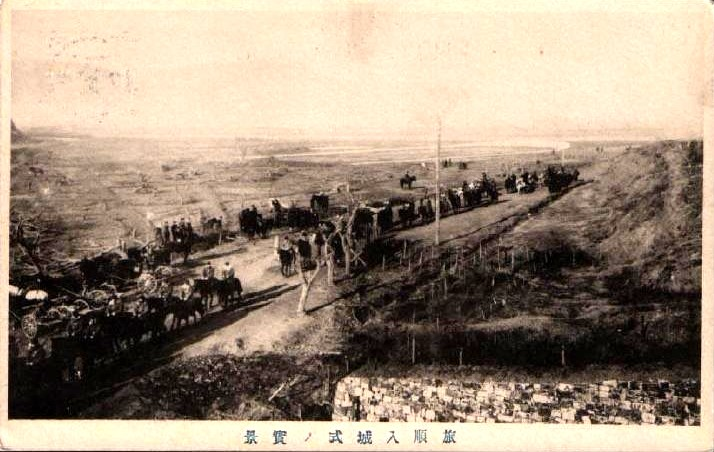
旅順に入城する日本軍の絵葉書

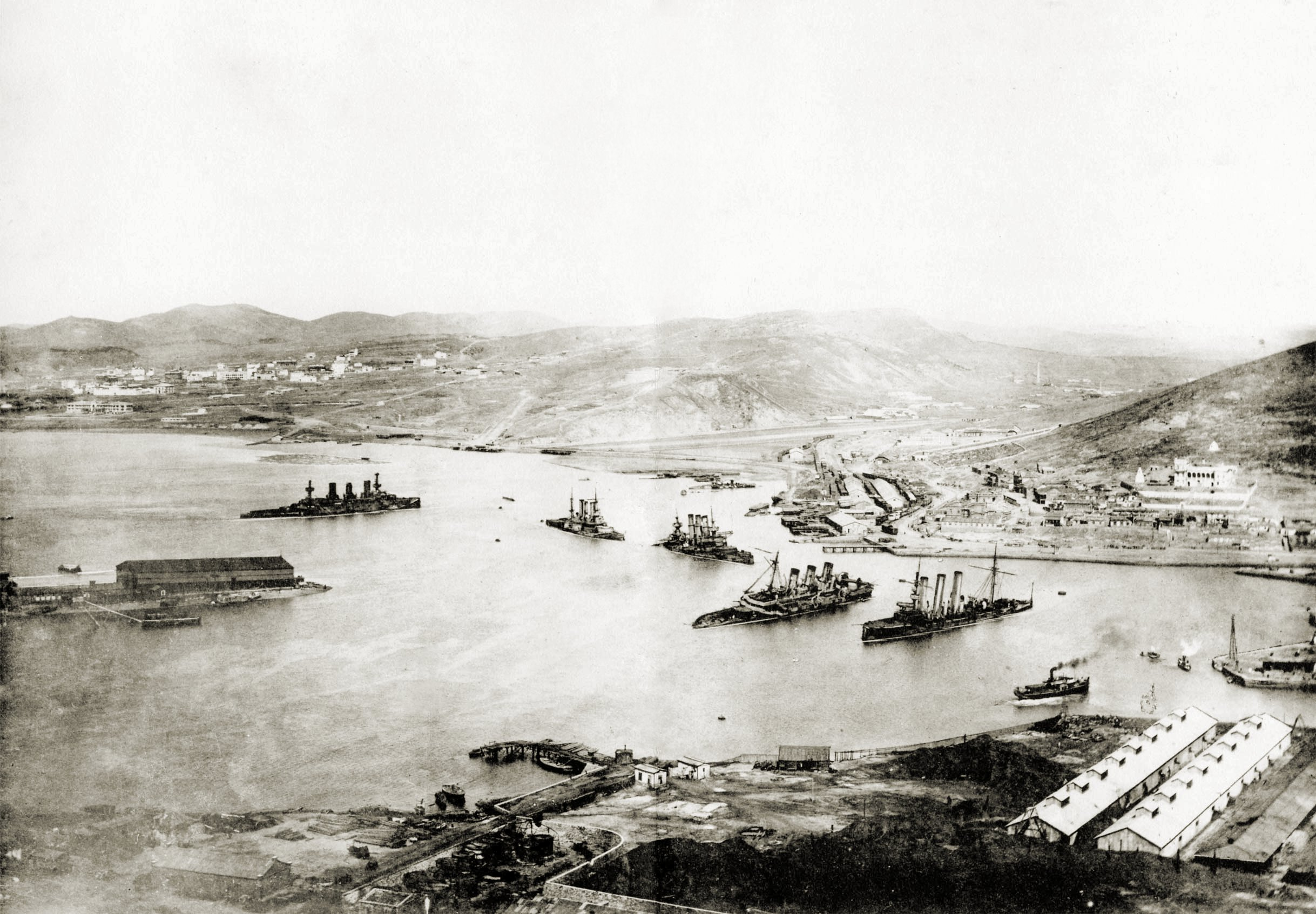
陥落後の旅順港

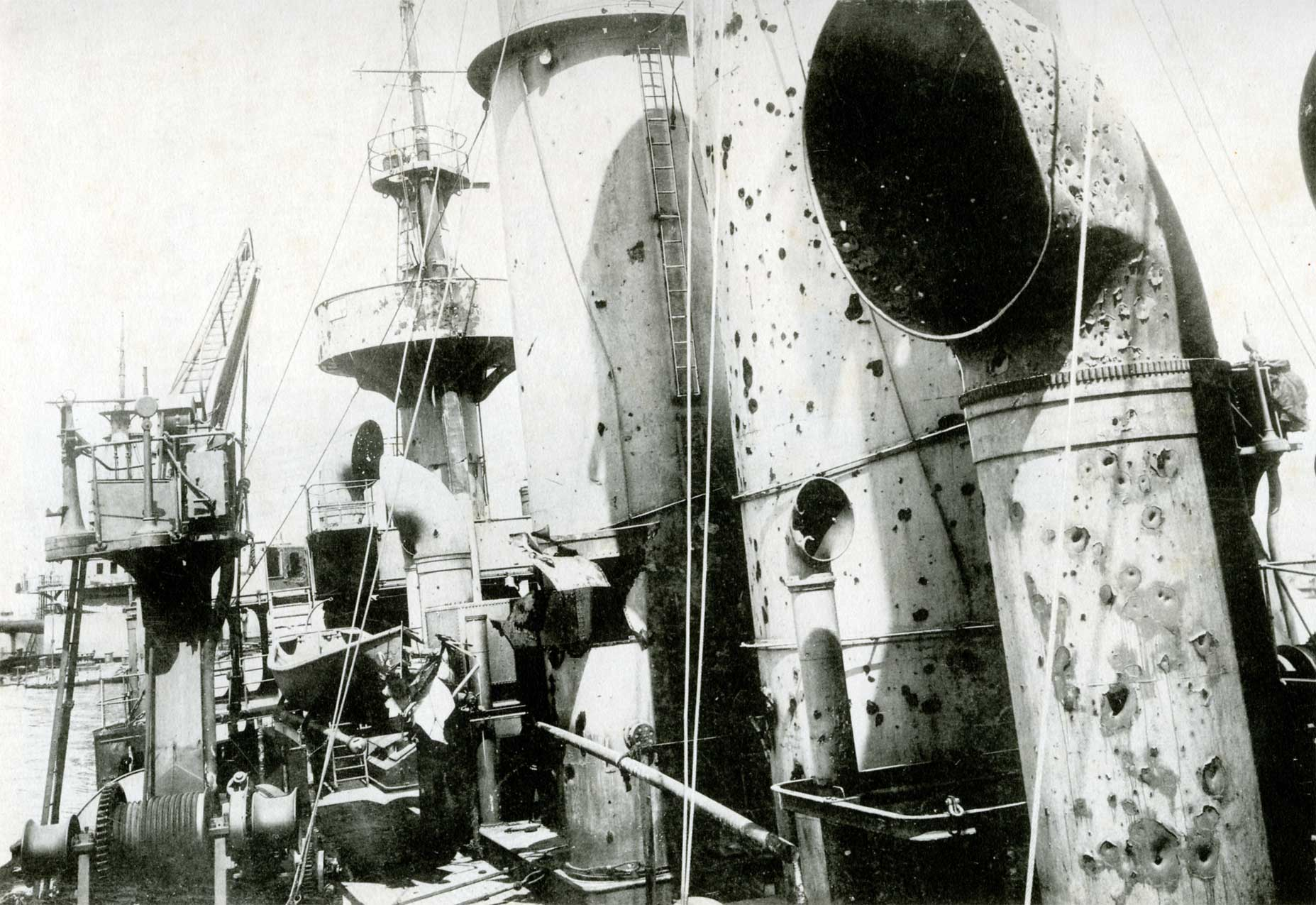
戦艦レトウィザンの被害状況

日本軍は本格的な攻城戦の経験が少なかった。陸軍全体に近代戦での要塞戦を熟知した人間が少なく、第1回総攻撃では空前の大損害が生じてしまった。要塞攻略に必要な坑道戦の教範の欠如に関しては、当時は日本だけでなく欧米列強において火力万能主義の時代であったため、坑道戦術自体が軽視されていた。戦争直前の工兵監であった上原勇作も坑道教育にはあまり重視しておらず、むしろ前任の矢吹秀一工兵監時代に非常に坑道教育に力を入れていた。旅順戦においては、矢吹工兵監時代の記憶を辿って攻城教程を作成した。戦後明治39年に坑道教範が作成され、小倉に駐屯していた工兵隊によって、初めての坑道戦訓練が敵味方に分かれて実施された。
軽量化が図られた上に毎分500連発と実用性の高い機関銃であるマキシム機関銃は、この戦闘で世界で初めて本格的に運用され威力を発揮した。機関銃陣地からの十字砲火に対し、従来の歩兵による突撃は無力であることを実戦で証明した。この状況を打開する攻撃法を日露戦争後も暫くは見いだすことはできなかった。同時代のヨーロッパ各国でも、機関銃をごく少数配備していただけで運用法も確立されていなかった。
当時の日露両軍は世界的に見ても例外的に機関銃を大量配備していたが、早くから防衛兵器としての運用を考え出したロシア軍に対し、日本軍側はあくまでも野戦の補助兵器として考えていたので、初期には効果的な運用は行われていなかった。後に日本側もロシア側の運用法を応用した。
旅順要塞での戦訓は欧州諸国にも積極的に導入され、要塞攻略用の攻城砲開発が行われた。第一次世界大戦の東部戦線ではドイツ軍が旅順要塞攻略時に日露両軍が用いた対壕戦術を採用。1915年5月1日から開始されたマッケンゼン攻勢ではロシア軍の要塞陣地を一週間で突破しロシア兵捕虜14万人を捕らえる大戦果をあげた。
1905年1月にボリシェヴィキの機関誌『フペリョート』上でウラジーミル・レーニンは、旅順の失陥を「ロシア専制の歴史的な破局」と位置づけた。事実、旅順の失陥によって政府の威信は低下し、労働争議を禁じられ軍需産業の増産で酷使されていたサンクトペテルブルク市民は不満を噴出させた。1月22日に冬宮殿に集まった請願デモに対して、軍が発砲し多数の死者を出した血の日曜日事件が発生した。東京日日新聞は事件の翌日の紙面で、旅順の失陥が血の日曜日事件の大きな原因となったと論評している。首都で発生した混乱はゼネストや農民蜂起という形でロシア全土に広がり、ロシア第一革命に発展した。

## 参加兵力

### 日本軍
第3軍 - 軍司令官：乃木希典大将
- 軍司令部
  - 参謀長：伊地知幸介少将
  - 参謀副長：大庭二郎中佐
  - 参謀：（作戦）白井二郎少佐、（情報）山岡熊治少佐、（兵站）井上幾太郎少佐、津野田是重少佐、菅野尚一少佐、安原啓太郎大尉
  - 兵站監：小畑蕃大佐
  - 兵站参謀長：竹島音次郎中佐
  - 砲兵部長：豊島陽蔵少将
  - 工兵部長：榊原昇造大佐
  - 経理部長：吉田丈治一等主計正
  - 軍医部長：落合泰蔵軍医監
  - 高級副官：吉岡友愛少佐
  - 管理部長：渡辺満太郎少佐

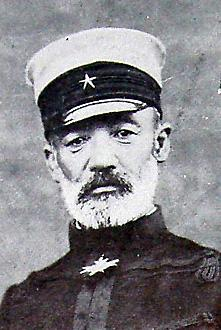
乃木希典
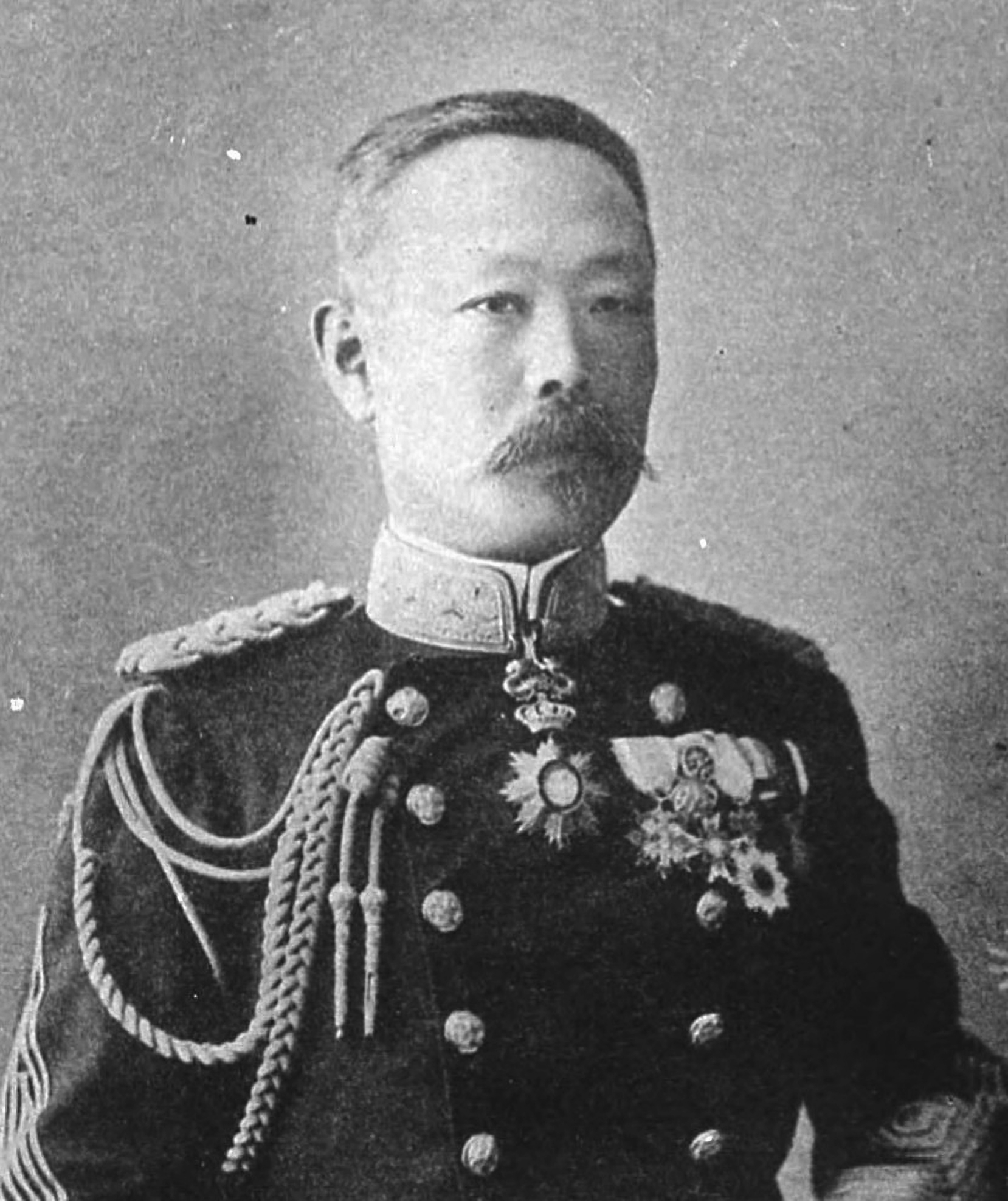
伊地知幸介
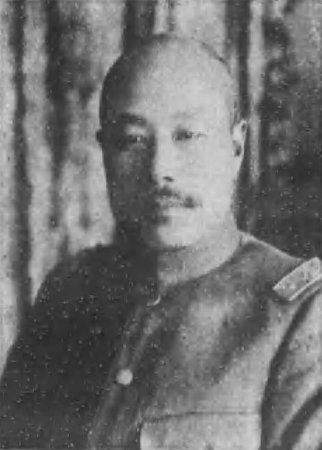
大庭二郎
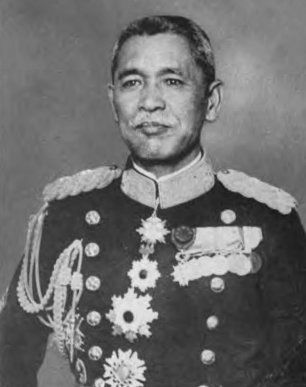
井上幾太郎
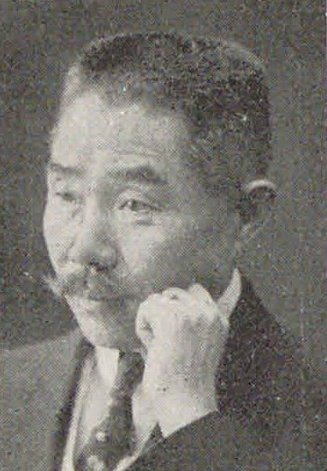
津野田是重
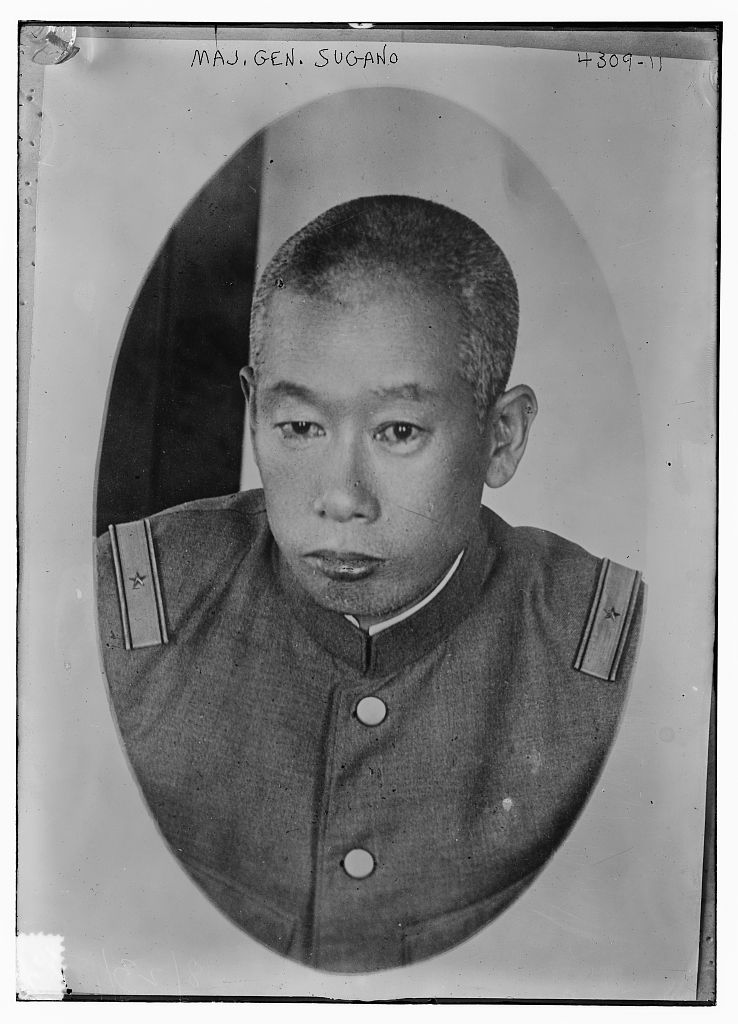
菅野尚一
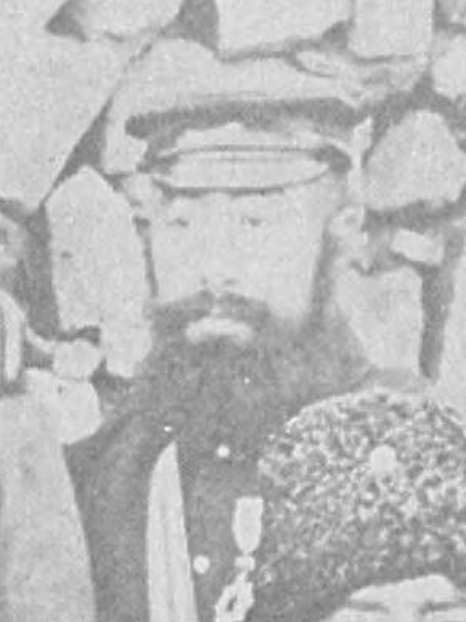
安原啓太郎
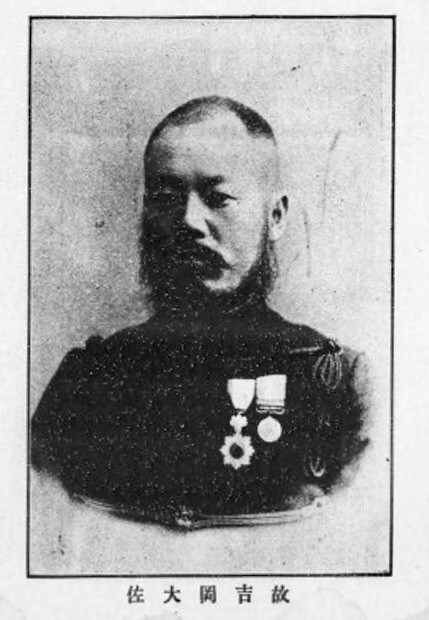
吉岡友愛

- 第1師団（東京） - 師団長：松村務本中将
  - 歩兵第1旅団 - 旅団長：山本信之少将、馬場命英少将（後任）
    - 歩兵第1連隊 - 連隊長：寺田錫類中佐、生田目新中佐（後任）
    - 歩兵第15連隊 - 連隊長：中原渉大佐、大久保直道中佐（後任）、戸板百十彦中佐（後任）

  - 歩兵第2旅団 - 旅団長：中村覚少将
    - 歩兵第2連隊 - 連隊長：渡辺騏十郎大佐
    - 歩兵第3連隊 - 連隊長：牛島本蕃大佐

  - 騎兵第1連隊 - 連隊長：名和長憲中佐
  - 野戦砲兵第1連隊 - 連隊長：兵頭雅誉大佐
  - 工兵第1大隊 - 大隊長：大木房之助大佐、近野鳩三中佐

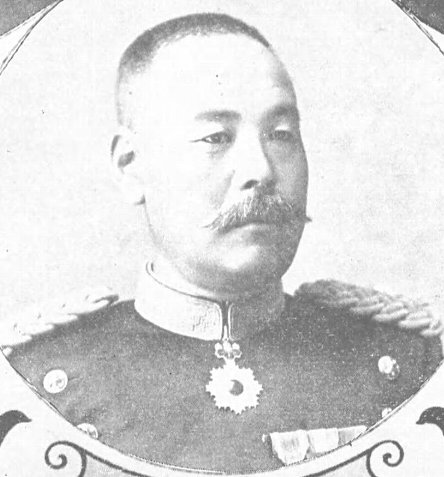
松村務本
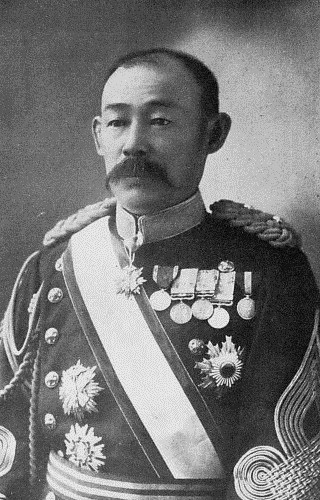
中村覚
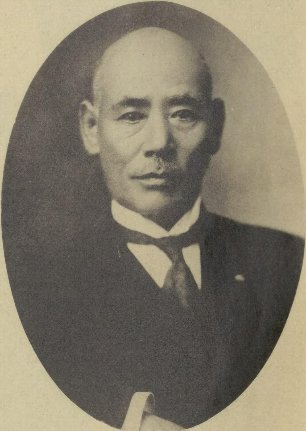
名和長憲

- 第9師団（金沢） - 師団長：大島久直中将
  - 歩兵第6旅団 - 旅団長：一戸兵衛少将
    - 歩兵第7連隊 - 連隊長：大内守静大佐、野溝甚四郎中佐
    - 歩兵第35連隊 - 連隊長：中村正雄大佐、折下勝造中佐（後任）、佐藤兼毅中佐（後任）

  - 歩兵第18旅団 - 旅団長：平佐良蔵少将
    - 歩兵第19連隊 - 連隊長：佐治為善大佐、服部直彦中佐（後任）、山田良水（後任）中佐
    - 歩兵第36連隊 - 連隊長：三原重雄大佐、福谷幹雄中佐（後任）

  - 騎兵第9連隊 - 連隊長：平佐脊弼中佐
  - 野戦砲兵第9連隊 - 連隊長：宇治田虎之助中佐
  - 工兵第9大隊 - 大隊長：芦沢正勝中佐、杉山茂広少佐（後任）

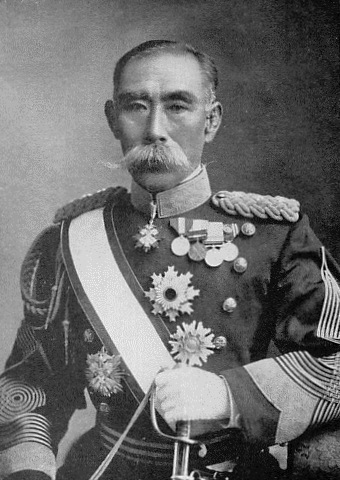
大島久直
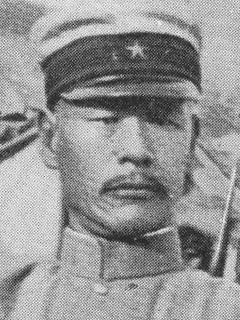
一戸兵衛
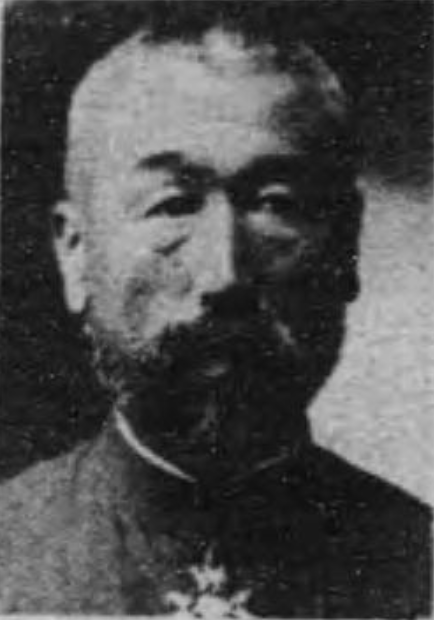
野溝甚四郎
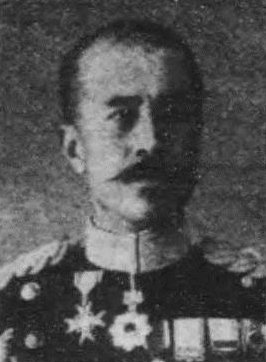
平佐良蔵
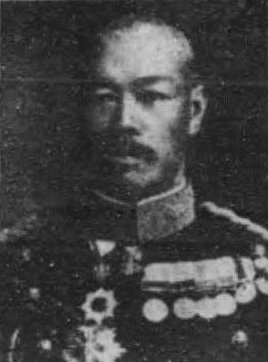
山田良水
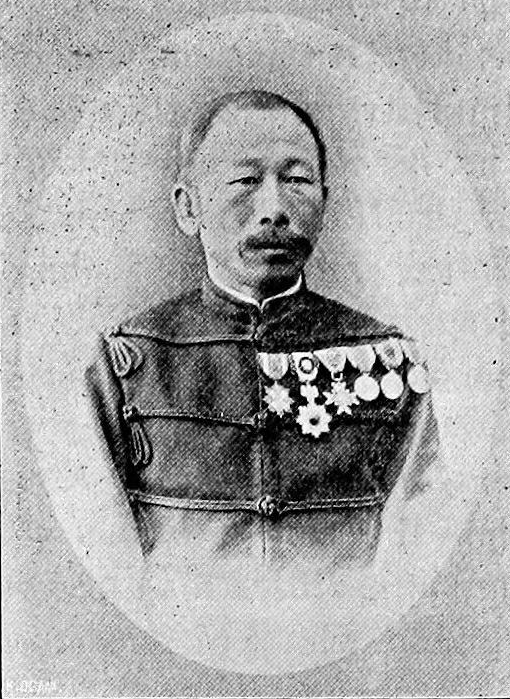
三原重雄

- 第11師団（善通寺） - 師団長：土屋光春中将、鮫島重雄中将（後任）
  - 歩兵第10旅団 - 旅団長：山中信儀少将
    - 歩兵第22連隊 - 連隊長：青木助次郎大佐
    - 歩兵第44連隊 - 連隊長：石原盧大佐

  - 歩兵第22旅団 - 旅団長：神尾光臣少将、前田隆礼少将（後任）
    - 歩兵第12連隊 - 連隊長：新山良知大佐
    - 歩兵第43連隊 - 連隊長：西山保之大佐、三松小次郎中佐（後任）

  - 騎兵第11連隊 - 連隊長：河村秀一中佐
  - 野戦砲兵第11連隊 - 連隊長：足立愛蔵大佐、深堀猪之助中佐（後任）
  - 工兵第11大隊 - 大隊長：石川潔太郎中佐

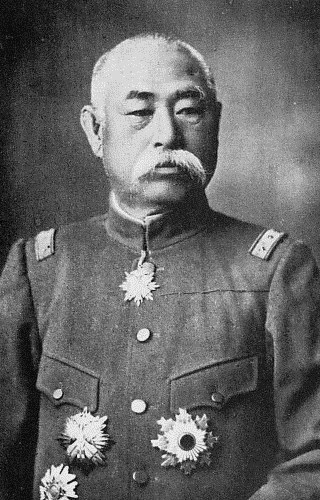
土屋光春
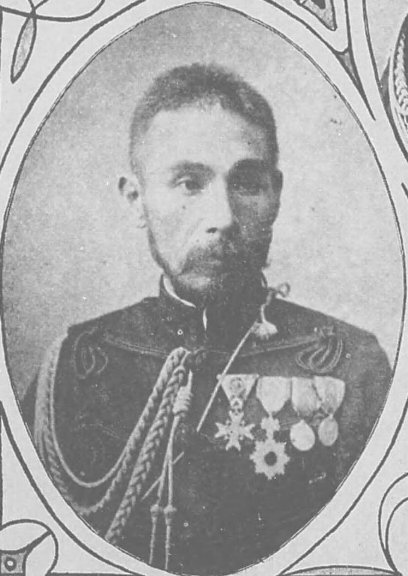
鮫島重雄
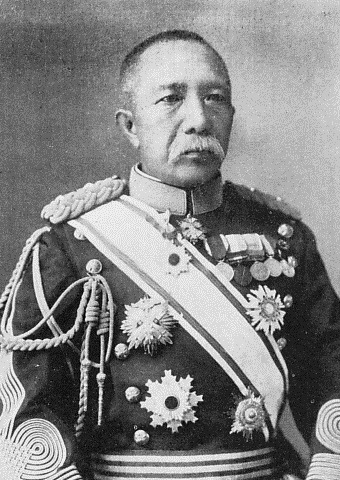
山中信儀
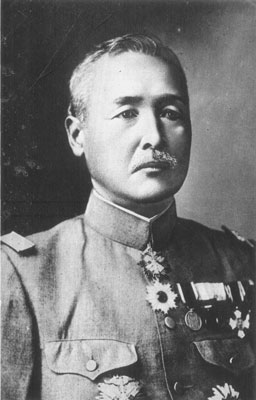
神尾光臣
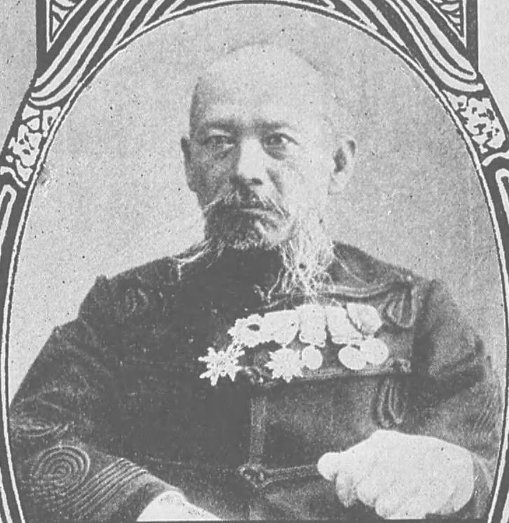
前田隆礼

- （1904/11 - ）第7師団（旭川） - 師団長：大迫尚敏中将
  - 歩兵第13旅団 - 旅団長：吉田清一少将
    - 歩兵第25連隊 - 連隊長：渡辺水哉大佐
    - 歩兵第26連隊 - 連隊長：吉田新作中佐

  - 歩兵第14旅団 - 旅団長：斎藤太郎少将
    - 歩兵第27連隊 - 連隊長：奥田正忠中佐、竹迫弥彦中佐（後任）
    - 歩兵第28連隊 - 連隊長：村上正路大佐

  - 騎兵第7連隊 - 連隊長：白石千代太郎中佐
  - 野戦砲兵第7連隊 - 連隊長：鶴見数馬中佐
  - 工兵第7大隊 - 大隊長：佐藤正武少佐

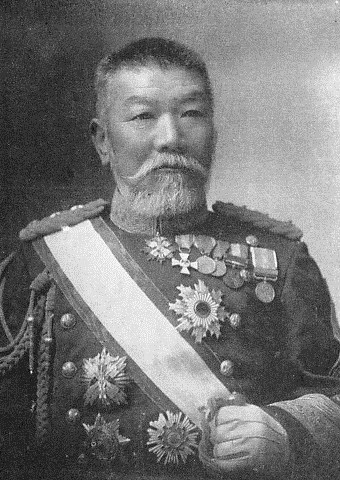
大迫尚敏
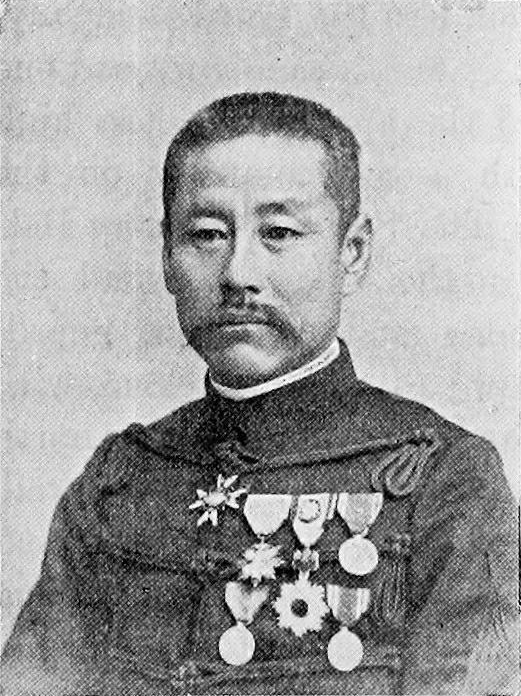
斎藤太郎

- 後備歩兵第1旅団 - 旅団長：友安治延少将、隠岐重節少将（後任）
  - 後備歩兵第1連隊 - 連隊長：余語征信中佐
  - 後備歩兵第15連隊 - 連隊長：香月三郎中佐
  - 後備歩兵第16連隊 - 連隊長：新名幸太中佐
- 後備歩兵第4旅団 - 旅団長：武内正策少将
  - 後備歩兵第8連隊 - 連隊長：三上晋太郎大佐、丹羽剛中佐（後任）
  - 後備歩兵第9連隊 - 連隊長：高城義孝中佐
  - 後備歩兵第38連隊 - 連隊長：滝本美輝大佐
- 野戦砲兵第2旅団 - 旅団長：大迫尚道少将、永田亀少将（後任）
  - 野戦砲兵第16連隊 - 連隊長：成田正峯中佐
  - 野戦砲兵第17連隊 - 連隊長：横田宗太郎中佐
  - 野戦砲兵第18連隊 - 連隊長：本荘全之中佐

- 大迫尚道

- 攻城砲兵司令部 - 司令官：豊島陽蔵少将
  - 司令部部員：佐藤鋼次郎中佐、奈良武次少佐
  - 副官：吉田豊彦大尉、今西甚五郎大尉
    - 野戦重砲兵連隊 - 連隊長：江藤鋪中佐

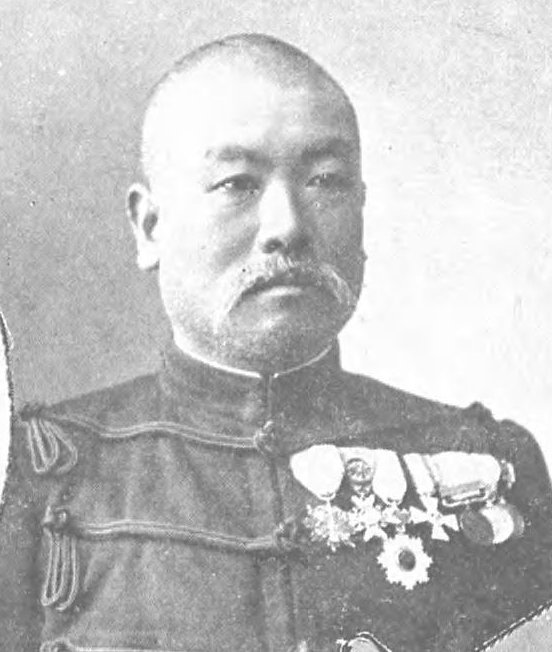
大迫尚道

    - 徒歩砲兵第1連隊 - 連隊長：御影池友邦大佐
    - 徒歩砲兵第2連隊 - 連隊長：公平忠吉中佐
    - 徒歩砲兵第3連隊 - 連隊長：加藤泰久大佐
    - 徒歩砲兵第1独立大隊

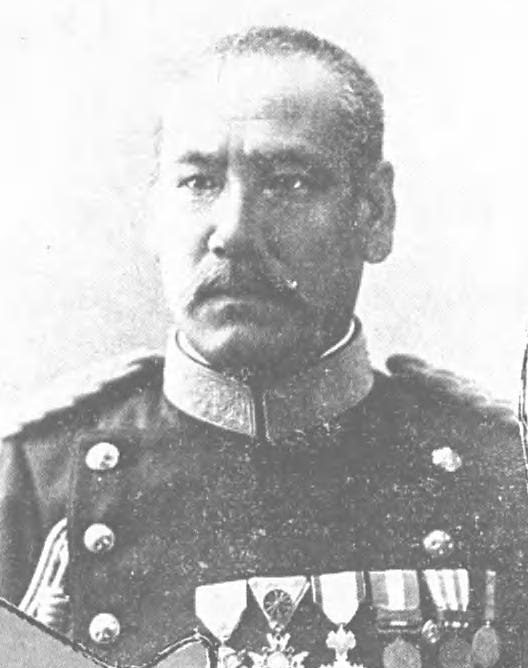
豊島陽蔵
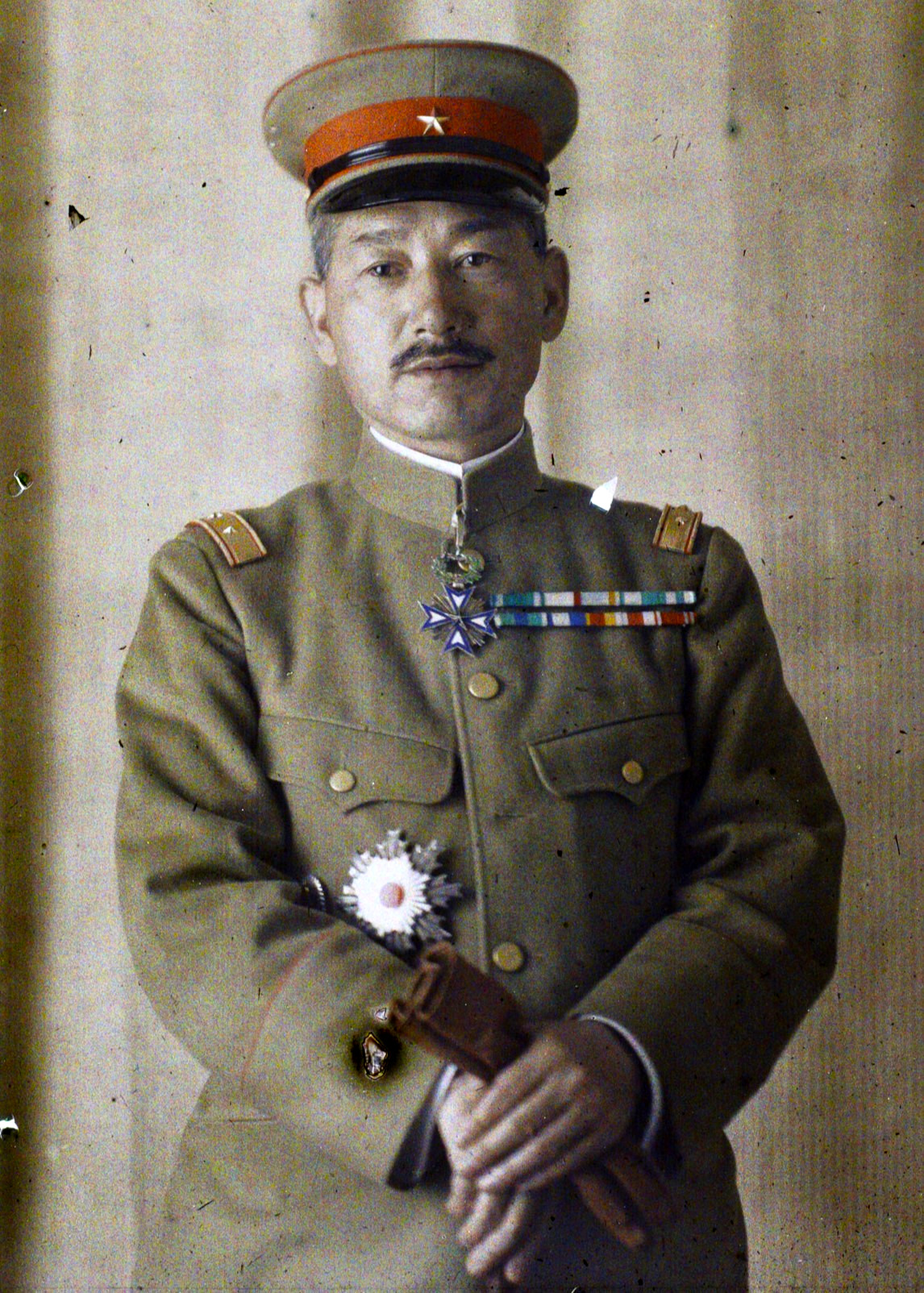
奈良武次

### ロシア軍
（出典：潮書房光人社「血風二百三高地」船坂弘著 p.81）
ロシア関東軍 - 軍司令官：アナトーリイ・ステッセリ中将
- 関東軍司令部
  - 参謀長：ヴィクトル・レイス大佐
- 旅順要塞司令部
  - 司令：コンスタンチン・スミルノフ中将
    - 参謀長：フウオストフ中佐
    - 砲兵部長：ベールイ少将
    - 工兵部長：グリゴエンコ大佐

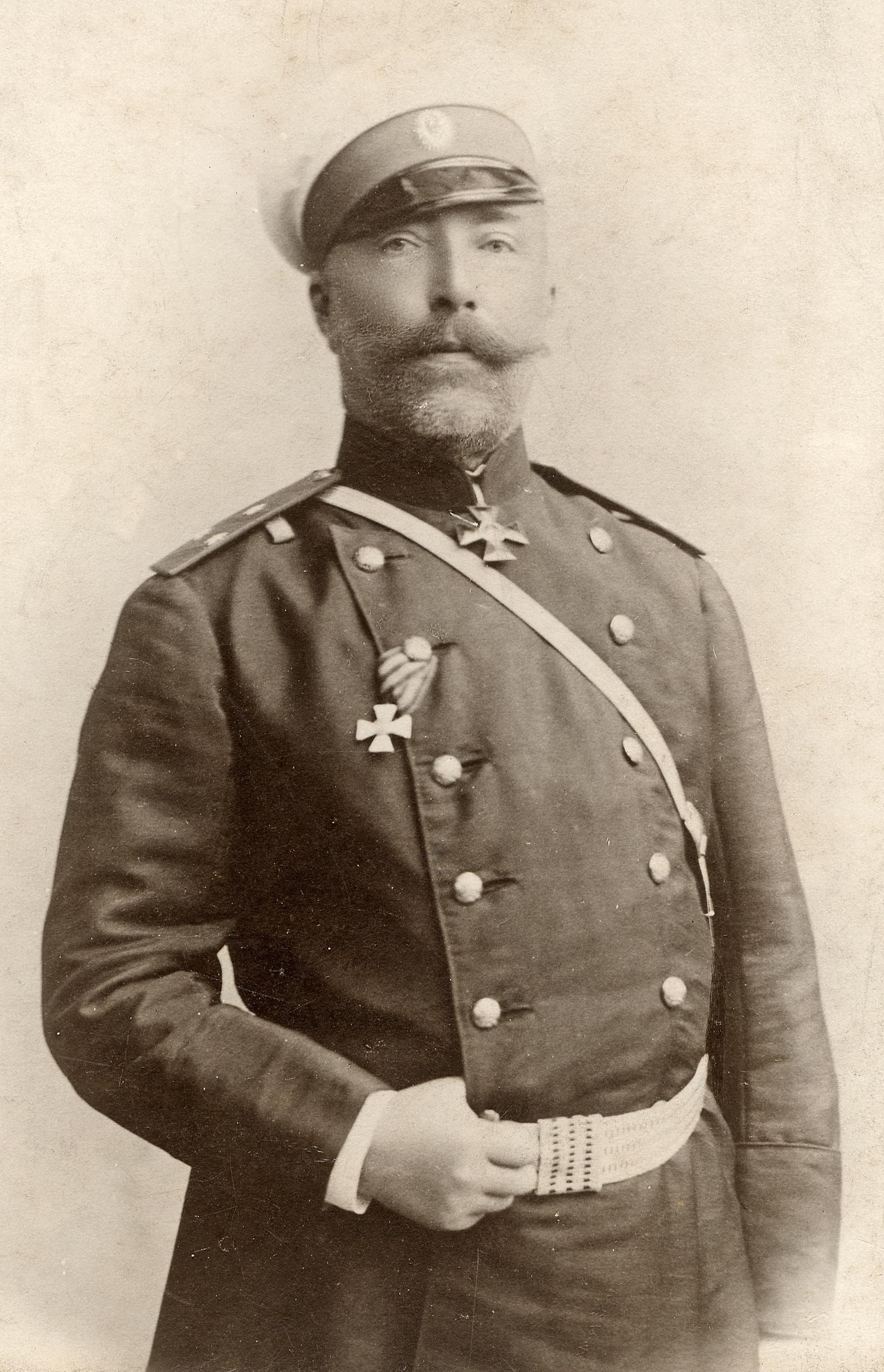
アナトーリイ・ステッセリ
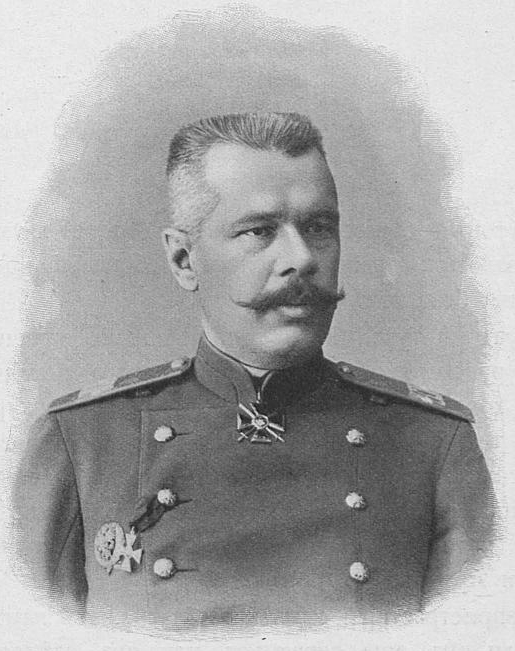
ヴィクトル・レイス
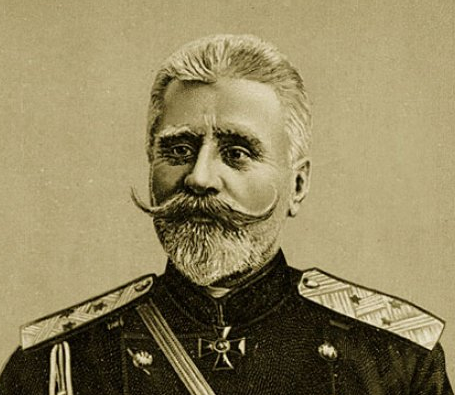
コンスタンチン・スミルノフ

- 東シベリア狙撃兵第4師団 - 師団長：アレクサンドル・フォーク少将
  - 参謀長：ドミトレフスキー中佐
  - 第一旅団（司令部欠）
    - 東シベリア狙撃兵第13連隊- 連隊長：セイフリン大佐
    - 東シベリア狙撃兵第14連隊- 連隊長：サビッキー大佐

  - 第二旅団- 旅団長：ナデイン少将
    - 東シベリア狙撃兵第15連隊- 連隊長：グリヤズノフ大佐
    - 東シベリア狙撃兵第16連隊- 連隊長：ドウーニン大佐

  - 東シベリア砲兵第4旅団- 旅団長：イルマン大佐

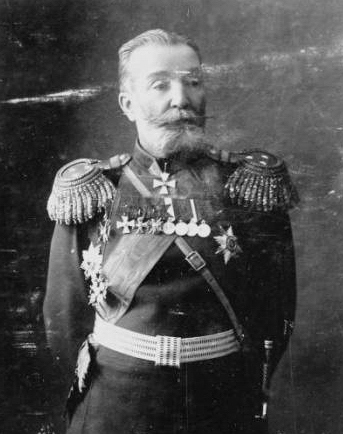
アレクサンドル・フォーク

- 東シベリア狙撃兵第7師団 - 師団長：ロマン・コンドラチェンコ少将（1904/12〜）ナディン少将
  - 参謀長：ナウメンコ中佐
  - 第一旅団- 旅団長：ゴルバトフスキー少将
    - 東シベリア狙撃兵第25連隊- 連隊長：ネウヤドムスキー大佐
    - 東シベリア狙撃兵第26連隊- 連隊長：セミヨノフ大佐

  - 第二旅団- 旅団長：ツェルビッキー少将
    - 東シベリア狙撃兵第27連隊- 連隊長：ペトルシア大佐
    - 東シベリア狙撃兵第28連隊- 連隊長：ムルマン大佐

  - 砲兵第7大隊- 大隊長：メルマンダロフ大佐
  - 東シベリア狙撃兵第5連隊- 連隊長：ニコライ・トレチャコフ大佐

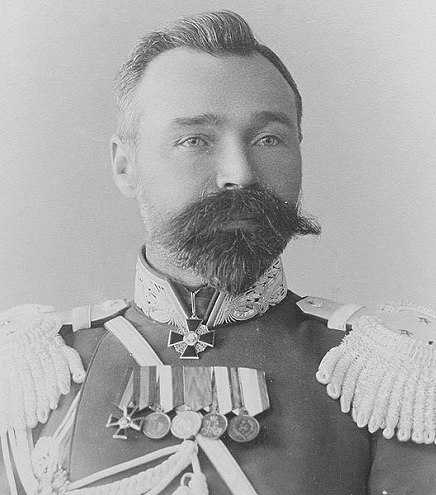
ロマン・コンドラチェンコ
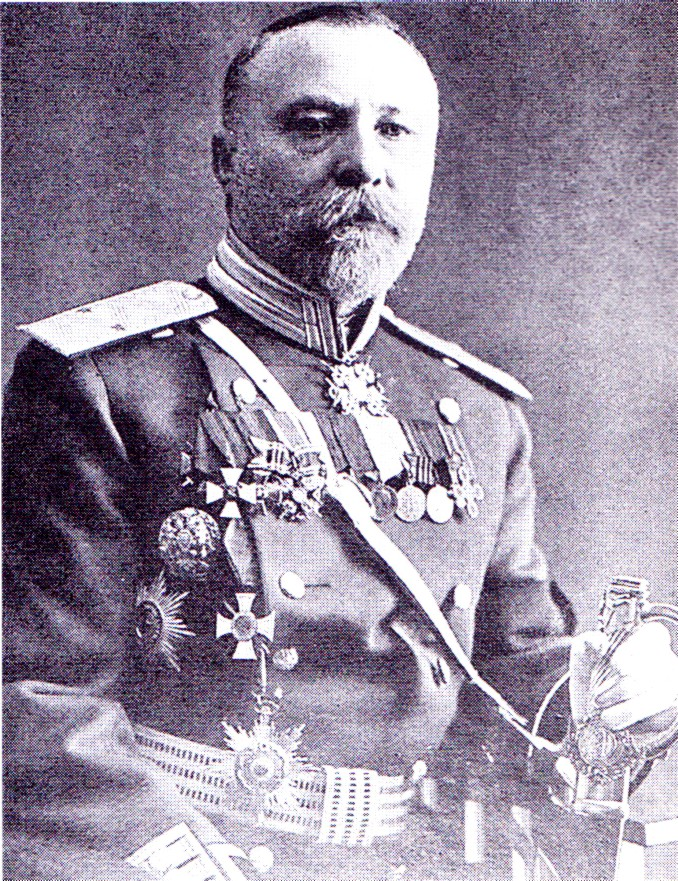
ニコライ・トレチャコフ

- 東シベリヤ狙撃兵第3補充大隊
- 東シベリヤ狙撃兵第4補充大隊
- 東シベリヤ狙撃兵第7補充大隊
- 後黒龍軍管区護境兵隊
- コザック騎兵第1大隊
- コザック騎兵第2大隊
- コザック騎兵第3大隊
- 関東工兵中隊
- 旅順要塞地雷中隊
- ウスリー鉄道兵第1大隊第4中隊
- 要塞電信隊

## 損害

### 日本軍
| 団.隊名          | 区分       | 即死又は戦死 | 負傷   | 行方不明 | 合計   |
| ---------------- | ---------- | ------------ | ------ | -------- | ------ |
| 第一師団         | 准士官以上 | 115          | 321    | ー       | 436    |
| 第一師団         | 下士官以下 | 2,656        | 7,384  | 135      | 10,175 |
| 第七師団         | 准士官以上 | 84           | 183    | ー       | 267    |
| 第七師団         | 下士官以下 | 1,929        | 4,853  | 94       | 6,876  |
| 第九師団         | 准士官以上 | 148          | 279    | ー       | 527    |
| 第九師団         | 下士官以下 | 4,498        | 12,293 | ー       | 16,791 |
| 第十一師団       | 准士官以上 | 136          | 370    | ー       | 506    |
| 第十一師団       | 下士官以下 | 3,892        | 10,435 | 2        | 14,329 |
| 後備歩兵第一旅団 | 准士官以上 | 53           | 150    | ー       | 203    |
| 後備歩兵第一旅団 | 下士官以下 | 1,367        | 5,056  | 100      | 6,523  |
| 後備歩兵第四旅団 | 准士官以上 | 38           | 68     | ー       | 106    |
| 後備歩兵第四旅団 | 下士官以下 | 752          | 1,929  | ー       | 2,681  |
| 野戦砲兵第二旅団 | 准士官以上 | 2            | 17     | ー       | 19     |
| 野戦砲兵第二旅団 | 下士官以下 | 48           | 187    | ー       | 235    |
| 各砲兵団.隊      | 准士官以上 | 9            | 28     | ー       | 37     |
| 各砲兵団.隊      | 下士官以下 | 89           | 476    | 1        | 566    |
| 各工兵隊         | 准士官以上 | 4            | 8      | ー       | 12     |
| 各工兵隊         | 下士官以下 | 188          | 566    | ー       | 754    |
| 海軍陸戦重砲隊   | 准士官以上 | 4            | 10     | ー       | 14     |
| 海軍陸戦重砲隊   | 下士官以下 | 27           | 290    | ー       | 317    |
| その他           | 准士官以上 | ー           | 2      | ー       | 2      |
| その他           | 下士官以下 | 5            | 37     | ー       | 42     |
| 計               | 准士官以上 | 593          | 1,536  | ー       | 2,129  |
| 計               | 下士官以下 | 15,451       | 43,506 | 332      | 59,289 |

## 旅順攻囲戦に関する論点

### 203高地

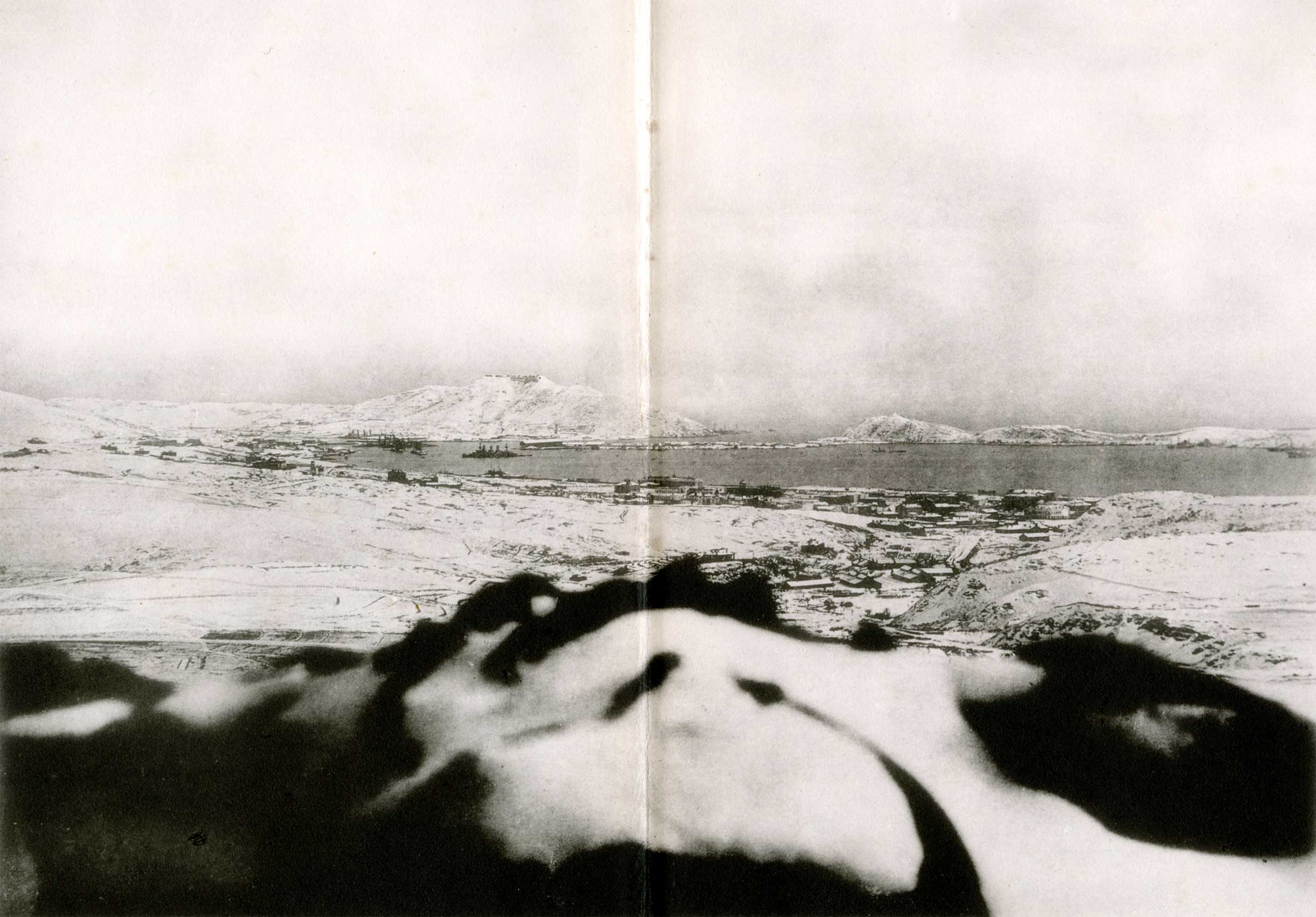
203高地から見た防戦中の旅順港。すでに旅順艦隊は着底している
1904年12月14日

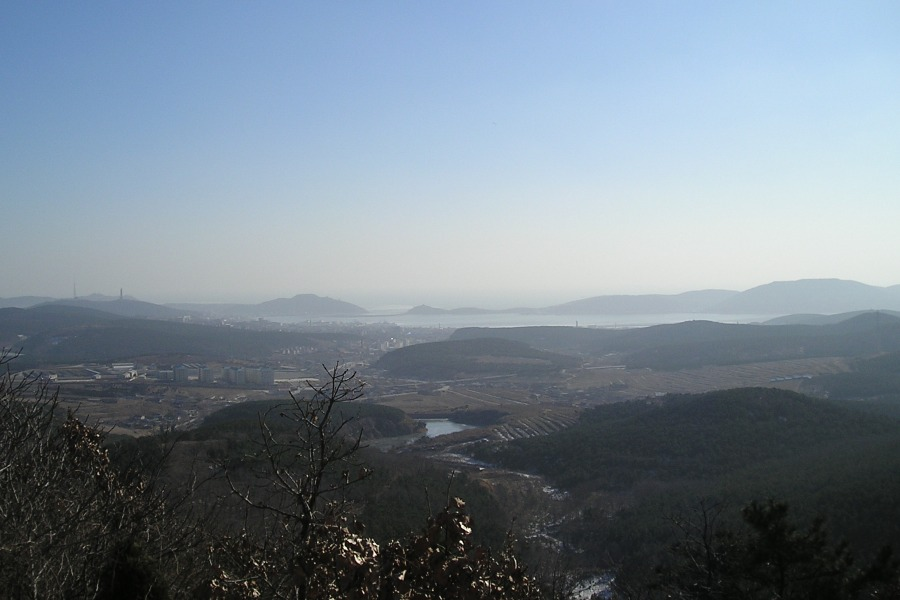
同2006年1月

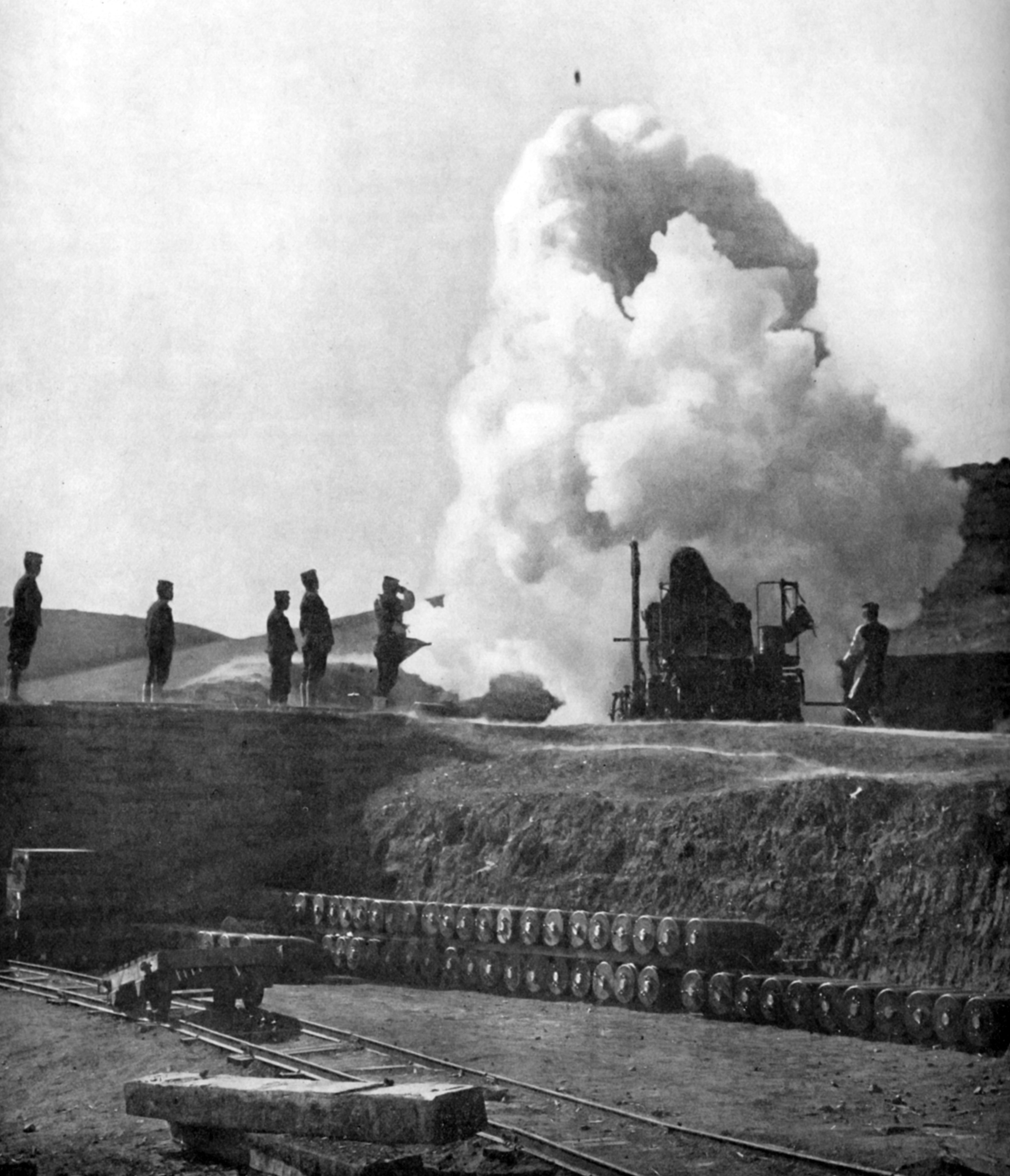
日本陸軍の二十八糎砲

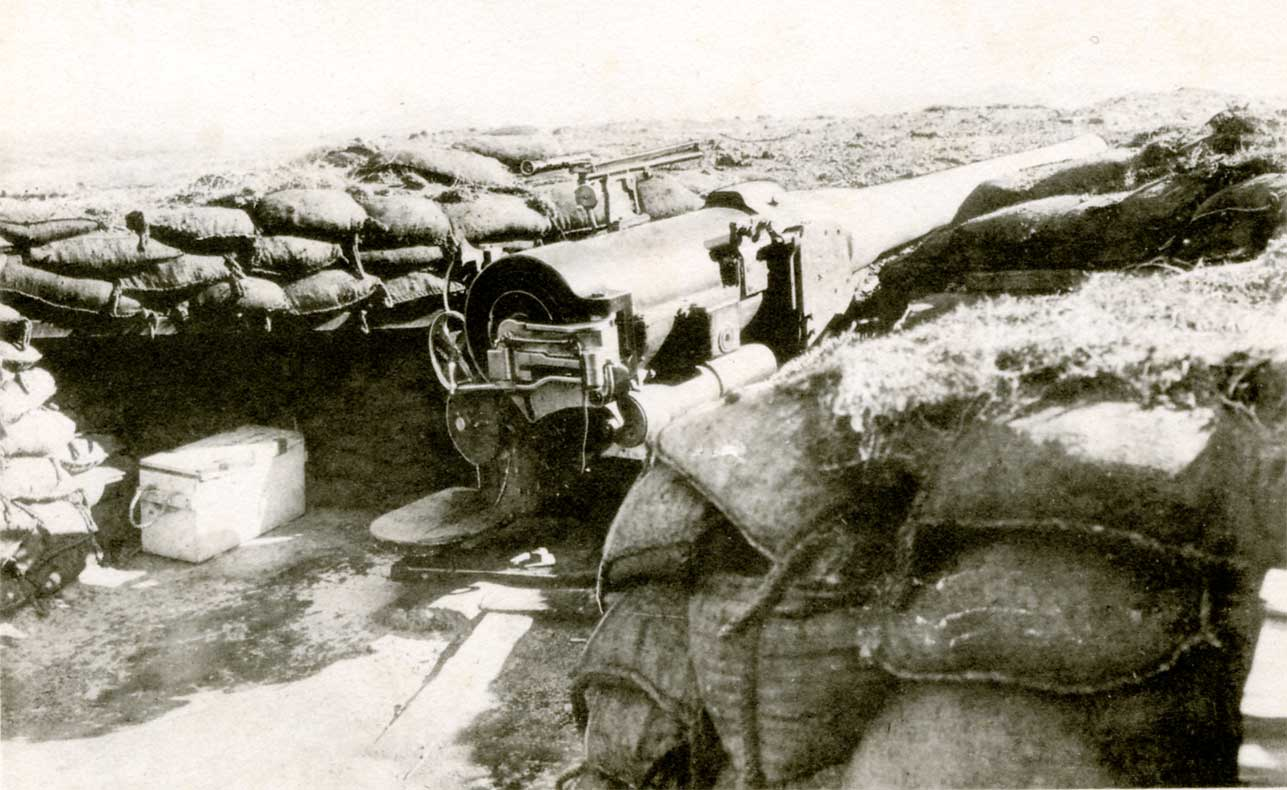
日本海軍陸戦重砲隊の15センチ砲

203高地は要塞主防御線（西方）の2km外側に位置し、ロシア軍は最高部に前進陣地を築いた。
防御計画上は、日本軍の突撃攻撃を受けても、他のロシア軍陣地の砲台から見通せる地形であり、榴弾砲撃により撃退可能とした。ただし防御のためにロシア軍の兵員投入を行う場合は、他のロシア軍陣地からも距離があり、戦闘中は日本軍の砲撃からも暴露しており危険を伴う。
ロシア側は開戦前から本高地から地形上旅順港内の全域を展望できることを認識したが、予算不足で規模が縮小されたこともあり要塞防御線には組み込まれなかった。開戦後は、コンドラチェンコ少将により補強され、総攻撃開始時には相応の防御力を備えていた。
しかしながら日本軍の攻撃を受けロシア軍は203高地を固守するようになり予備兵力を次々と注ぎ込んだ。両軍の重砲は203高地へ投入される暴露した敵軍の兵員を狙い、多くの死傷者を生んだ。日本軍にとって、この攻防戦に踏み切ることにより、自らの多大な犠牲の下で、ロシア軍予備兵力枯渇の目的を果たした。
203高地攻防戦の終局後、ロシア側の抵抗力は大きく衰え、12月中旬より行われた東北面の主防御線上の攻防戦では主要三保塁と望台という重要拠点が立て続けに陥落した。ロシア関東軍司令官ステッセリが降伏を決断したのは、予備兵力を失い、戦線を維持できなくなったためである。
大本営は203高地への攻撃を要求し続けた。大山総司令と児玉総参謀長はそれぞれ大本営と山県参謀総長に電報を送り203高地主攻に不同意を伝えた。第三軍へ与えられた作戦目的は要塞の攻略であり旅順艦隊の殲滅ではなかった。
第3軍の第1回総攻撃でも203高地を主目標とはしなかった。要塞主防御線（西方）の前面の暴露した平坦部で移動を行うと、敵の砲撃により甚大な被害が生ずると予想したからである。海軍からもこの時点では203高地攻略を論じたことはなかった。ただし攻略要請があったと小説などで描かれることも多い。
203高地の攻防戦については、様々な見解が語られている。特に203高地の観測所としての価値を重視する見解が多い。本防御線の外から旅順港内のロシア艦艇を砲撃する場合の観測所として本高地は最適な場所であり、攻略は早期に行われるべきだったとするものである。
総攻撃開始時点で第三軍に配備されていた重砲は最大で15センチ榴弾砲であり、戦艦に命中しても大打撃を与える能力は持っていなかった。陸軍側の重砲は15センチ榴弾砲16門と12センチ榴弾砲28門だが、最大の15センチ榴弾砲もこれは海軍の艦載砲より砲身も短く初速が低く艦船への攻撃力は劣る。

### 乃木希典

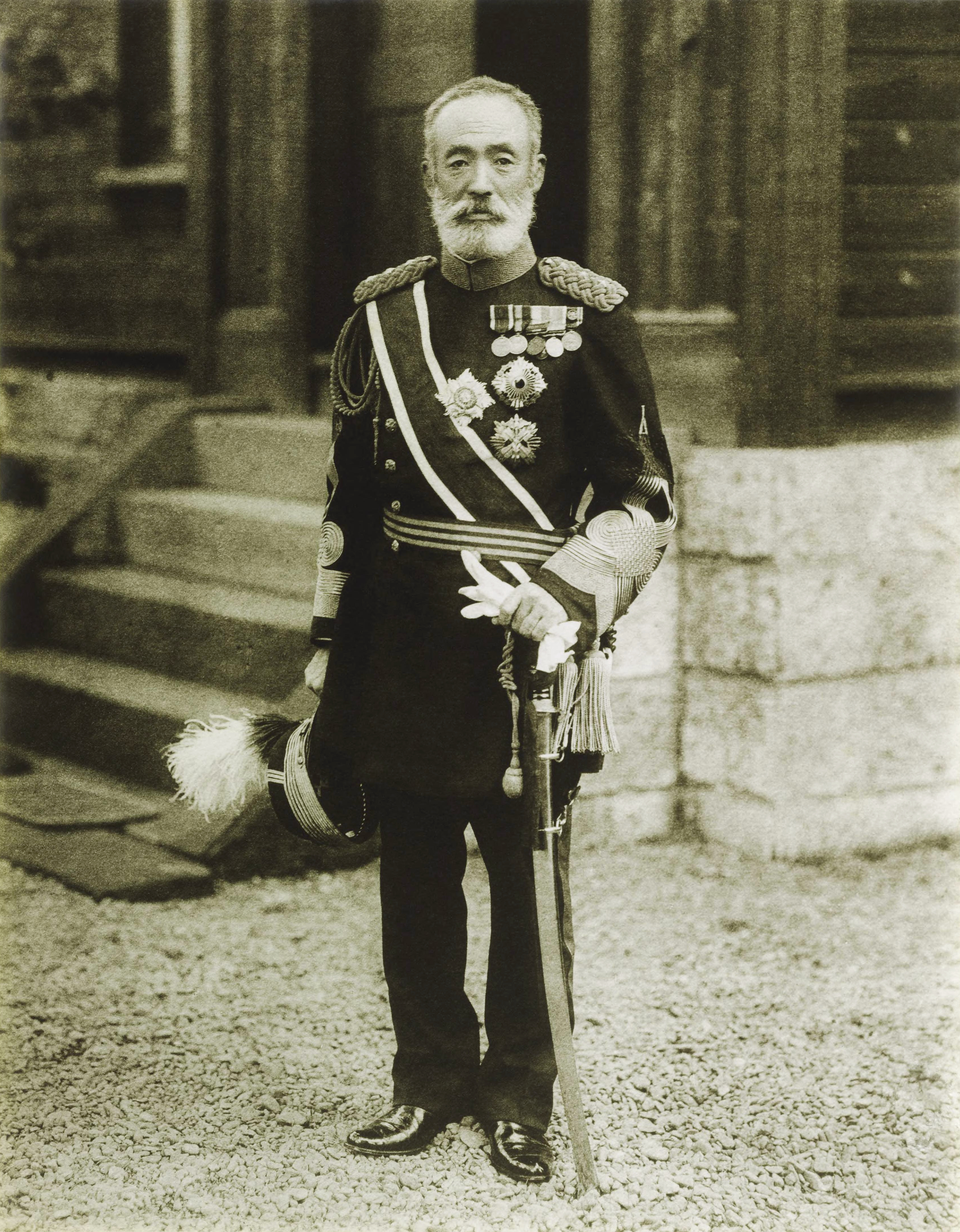
第3軍司令官 乃木希典

伊地知幸介第3軍参謀長と犬猿の仲であった井口省吾満洲軍参謀が陸軍大学校長を6年半（1906年（明治39年）2月-1912年（大正元年）11月）務めていた時期に入校し優等で卒業（1909年（明治42年）-1912年（大正元年））した谷寿夫が、後に陸大兵学教官となった際に日露戦争の政戦略機密戦史を著した。俗に「谷戦史」と呼ばれる。
太平洋戦争後の昭和40年代に「谷戦史」が『機密日露戦史』と題して原書房から刊行された。
福島県立図書館の佐藤文庫には「手稿本日露戦史（仮称）」の旅順戦関連部分が所蔵されている。戦史研究家の長南政義が、大庭二郎の日記を活用し、また白井参謀、井上参謀の回想録などを駆使した論考（長南 2011b、長南 2012）を発表している。
第3軍では多くの死傷者を出したにもかかわらず、最後まで指揮の乱れや士気の低下が見られなかったという。
当時の従軍記者、スタンレー・ウォシュバン（Stanley Washburn、1878-1950）の指摘では、203高地の重要性を指摘し第7師団を集中的に投入する方向で第三軍の軍議をまとめたのは乃木であったとしている。

### 第三軍司令部
無能論の主な根拠には以下のものがある。
1. 単純な正面攻撃を繰り返したこと。
2. 兵力の逐次投入、分散という禁忌を繰り返したこと。
3. 総攻撃の情報がロシア側に漏れていて、常に万全の迎撃を許したこと。
4. 旅順攻略の目的はロシア旅順艦隊を陸上からの砲撃で壊滅させることであったにも拘わらず、要塞本体の攻略に固執し無駄な損害を出したこと。
5. 初期の段階では、ロシア軍は203高地の重要性を認識しておらず防備は比較的手薄であり、他の拠点に比べて簡単に占領できた。攻防戦が続き、ロシア軍が203高地の陣地を固守したため、多数の死傷者を出したこと。
6. 児玉源太郎が到着し203高地攻略の現場指揮を取り、4日で203高地の奪取に成功したこと。

など述べられているが、最近では新資料の発見や当事者である第三軍関係者の証言・記録などから、上記の点に対して
1. 第一次総攻撃以降は攻撃法を強襲法から塹壕を掘り進んで友軍の損害を抑える正攻法に切り替えている[118]。北東方面も203高地のある北西方面も同等の防御機能を持っている[119]。
2. 旅順攻略の目的が「艦隊撃滅が目的だった」というのは誤り[120]。また第一次総攻撃時点で第三軍の重砲にそのような能力はない[115]。満洲軍の方が上級司令部である以上責任が大である[121]。
3. 203高地は第二軍の南山攻略戦後から防御強化の工事が始められている[122]。第一次総攻撃時点で第三軍の12センチ榴弾砲の砲撃に耐えうる強固さを持っていた（攻城砲兵司令部参謀佐藤鋼次郎中佐談[109]）、守備兵力も9月時点で613名だった203高地は12月の最終攻撃時で516名である[123]。要塞北西方面は鉄道もなく主要な道路もないので部隊転換が難しい[124]。
4. 同士討覚悟の連続砲撃はすでに攻城砲兵司令部によって行われていた[121]、と反論されている。

他にも、陸軍が手本にした仏独両陸軍からして要塞攻略の基本は奇襲か強襲を基本としている。

### 軍中枢部の問題
命令系統の問題
日露開戦後に現地陸軍の総司令部として設置され、それまでの大本営首脳（参謀総長・副長）が指揮に当たった満洲軍総司令部の方針と、その後の東京の大本営の方針とに乖離が生じ、大本営が乃木第三軍に直接通達を出したことがあったという軍令上の構造的な問題があり、第三軍の作戦に影響を与え続けた。御前会議を経て11月半ばころにようやく、『旅順攻撃を主目標としつつも、陥落させることが不可能な場合は港内を俯瞰できる位置を確保して、艦船、造兵廠に攻撃を加える』という方針で満洲軍総司令部（大山司令官）と大本営間の調整が付いた。

補給の問題
軍政側の砲弾備蓄の見積の甘さが責任として大きい事を指摘されている。

### 児玉源太郎

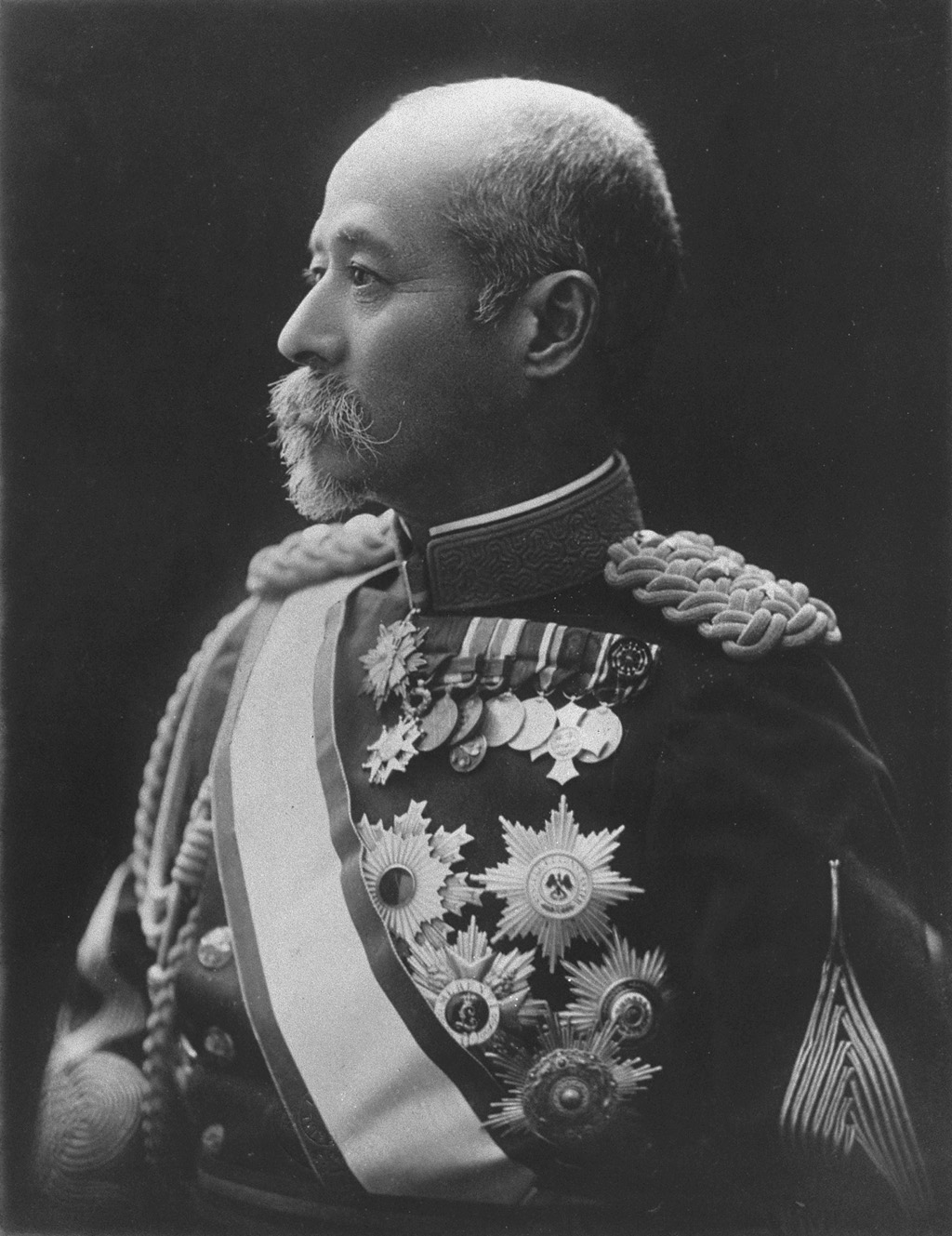
満洲軍総参謀長 児玉源太郎

日本軍が203高地を制圧したのは児玉源太郎が旅順に到着した4日後であった。これを、児玉の功績によってわずか4日間で攻略されたと機密日露戦史で紹介された。ただし、誤りも多いと別宮暖朗、長南政義、原剛などが書籍で発表している。
児玉は正攻法の途中段階で大本営や海軍に急かされ実施した第二次総攻撃には反対で、準備を完全に整えた上での東北方面攻略を指示していた。そのためには海軍の要請する203高地攻略は弾薬節約の点から反対だった。
第三軍が第三次総攻撃の際、総攻撃途上で作戦を変更して203高地攻略を決意した際には、満洲軍総司令部が反対し、総司令部から派遣されていた参謀副長の福島安正少将を第三軍の白井参謀が説得している。
第三軍の参謀はほとんどが来訪当日は児玉と会っておらず電話連絡で済ませている。児玉が戦闘視察時に第三軍参謀を叱責したとされる話は事実ではない。
児玉は予備兵力としておかれていた12センチ榴弾砲15門と9センチ臼砲12門を高崎山へ移し、203高地を援護する周囲のロシア砲台を制圧するよう指示した。攻城砲兵司令部の判断は第三軍司令部も把握していた。
近年、第三軍司令部側の史料から、児玉が旅順で実際に第三軍の作戦に指示を与えていたことを指摘する研究が新しく出されている。
他方、203高地攻めにおける児玉の関与は少なかったという見解もあるが、これに反する意見を秦郁彦が『二〇三高地攻め「乃木・児玉対決シーン」の検証』の中で提示している。

### 長岡外史
「長岡外史回顧録」を纏め、その中で旅順攻略戦についての感想を残している。
203高地については「9月中旬までは山腹に僅かの散兵壕があるのみにて、敵はここになんらの設備をも設けなかった」と述べ、これを根拠として「ゆえに9月22日の第一師団の攻撃において今ひと息奮発すれば完全に占領し得る筈であった」との見解を述べている。この長岡の見解を否定する意見もある。
28サンチ榴弾砲の旅順送付について、自己の関与が大きかったことを述べているが、陸軍省軍務局砲兵科編纂の当時の詳報での記録を見る限りでは、8月21日の総攻撃失敗ののち、寺内正毅陸軍大臣はかねてより要塞攻撃に同砲を使用すべきと主張していた有坂成章技術審査部長を招いて25〜26日と意見を聞いたのち採用することを決断し、参謀本部の山縣参謀総長と協議し、すでに鎮海湾に移設するための工事を開始していた同砲6門を旅順に送ることを決定したというのが実際の動きである。しかし長岡談話によると、参謀本部側の長岡参謀次長が、総攻撃失敗ののちに同砲を旅順要塞攻撃に用いるべきという有坂少将の意見を聞いて同意し、そののち陸軍大臣の説得に向かい同意を得たと、まったく違った経緯であったように記述している。これらの見解については現在も検証・研究・調査が続いている。

### 21世紀以降の研究
旅順攻囲戦についての考察・研究は、資料の発見・公開・活用により、21世紀に入っても続いている。近年においては、
- 福井雄三「『坂の上の雲』に描かれなかった戦争の現実」『中央公論』第119巻第2号、2004年2月、61-72頁。
- 長南政義「第三軍参謀たちの旅順攻囲戦～「大庭二郎中佐日記」を中心とした第三軍関係者の史料による旅順攻囲戦の再検討～」『國學院法研論叢』第39号、國學院大學、2012年。
- ゲームジャーナル編集部 編『坂の上の雲5つの疑問』並木書房、2011年。ISBN 978-4890632848。
- 「【総力特集】二〇三高地の真実－「旅順要塞」を陥落させた男たち－」『月刊 歴史街道』、PHP研究所、2011年11月、ASIN B005OASI28。

といった文献が発表されている。また、
- 『「坂の上の雲」に隠された歴史の真実－明治と昭和の虚像と実像』主婦の友社、2004年10月20日。ISBN 4-07-244050-7。
- 長南政義 編『日露戦争第三軍関係史料集－大庭二郎日記・井上幾太郎日記でみる旅順・奉天戦－』国書刊行会、2014年6月。ISBN 978-4-336-05638-2。

といった書籍も刊行されている。

## 逸話
- ロシア軍の敗因として、ビタミンC不足が原因の壊血病による戦意喪失が一因として挙げられている。旅順要塞内の備蓄食料には大豆などの穀物類が多く、野菜類は少なかった。一方、日本陸軍の戦時兵食は日清戦争と同じく白米飯（精白米6合）であったこともあり、脚気が大流行していた。
- 「明治三十七、八年日露戦役給養史」によれば、第三軍では8月頃から脚気対策のため麦飯もしくは重焼麺麭（乾パン）の配給が始まっている。しかし慢性的な補給不足に陥っていた日本軍は結局必要量を満たすことはできなかった。
- 与謝野晶子は、旅順包囲軍の中に在る弟籌三郎を嘆く内容の『君死にたまふことなかれ』を1904年9月に『明星』で発表した。しかし実際には弟は第4師団所属であり、旅順攻囲戦には参加していない。